# Fridtjof Nansen
Vous lisez un « bon article » labellisé en 2011.
Pour les articles homonymes, voir Fridtjof et Nansen.
Fridtjof Wedel-Jarlsberg Nansen, né le 10 octobre 1861 à Store Frøen près de Christiania en Norvège et mort le 13 mai 1930 dans sa propriété de Polhøgda à Lysaker, dans la commune de Bærum, est un explorateur polaire, scientifique, homme d'État et diplomate norvégien.
Champion de ski et de patinage sur glace dans sa jeunesse, il dirige la première traversée de l'intérieur du Groenland en 1888. Il acquiert une renommée internationale après avoir atteint un record de latitude nord de 86°13' lors de son expédition au pôle Nord de 1893 à 1896. Bien qu'il prenne sa retraite de l'exploration après son retour en Norvège, ses techniques et ses innovations dans la locomotion, l'équipement et les vêtements adaptés au milieu polaire ont influencé toute une série d'explorations ultérieures de l'Arctique et de l'Antarctique.
Nansen étudie la zoologie à l'université de Christiania et travaille ensuite en tant que conservateur au musée de Bergen où ses travaux sur le système nerveux des animaux marins lui valent un doctorat. Il aide à établir les théories modernes de la neurologie. Après 1896, son principal sujet d'étude devient l'océanographie et, dans le cadre de ses recherches, il fait de nombreuses expéditions scientifiques, principalement dans l'océan Atlantique Nord, et contribue au développement d'équipements océanographiques modernes. Connu comme l'un des plus éminents citoyens de son pays, Nansen s'est prononcé en 1905 pour la fin de l'union de la Norvège et de la Suède et contribue à persuader le prince Charles de Danemark — futur Haakon VII de Norvège — d'accepter le trône de l'État nouvellement indépendant. Entre 1906 et 1908, il sert comme représentant de la Norvège à Londres, où il aide à négocier le traité qui garantit l'intégrité du statut indépendant de la Norvège.
Dans la dernière décennie de sa vie, Nansen se consacre essentiellement à la Société des Nations, après sa nomination en 1921 en tant que Haut-commissaire pour les réfugiés. En 1922, il reçoit le prix Nobel de la paix pour son travail au nom des victimes déplacées de la Première Guerre mondiale et des conflits liés. Parmi les initiatives qu'il introduit se trouve le « passeport Nansen » pour les apatrides, un certificat reconnu par plus de cinquante pays. Il travaille pour le compte des réfugiés jusqu'à sa mort soudaine en 1930, après que la Société eut établi l'Office international Nansen pour les réfugiés afin de s'assurer que ses travaux se poursuivent. Cet office reçoit le prix Nobel de la Paix en 1938. Nansen est honoré par de nombreuses nations et par de nombreux toponymes, en particulier dans les régions polaires.

## Biographie

### Famille et enfance

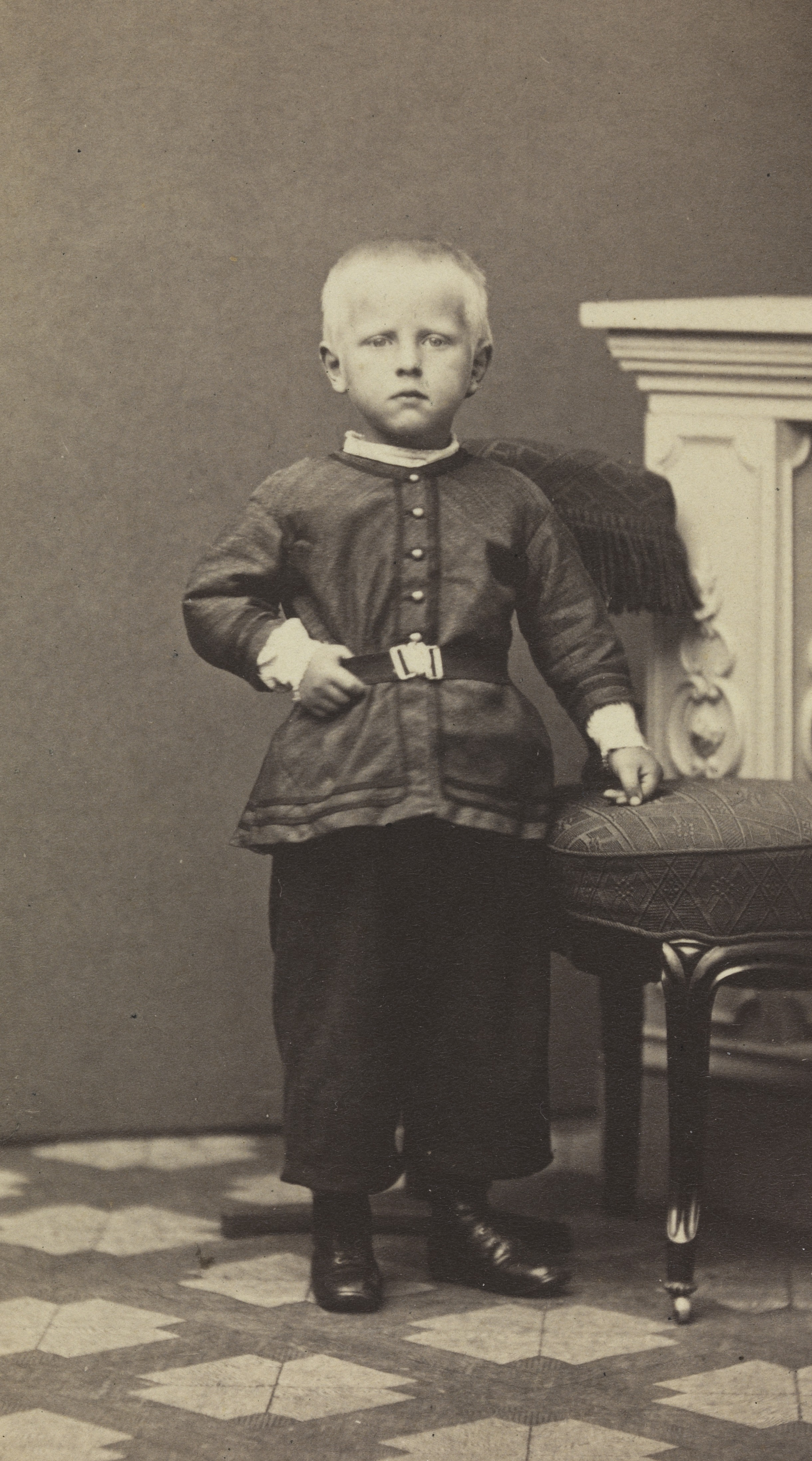
Fridtjof Nansen à l'âge de quatre ans.

La famille Nansen est originaire du Danemark. Hans Nansen (1598-1667), un commerçant, est l'un des premiers explorateurs de la région de la mer Blanche de l'océan Arctique. Par la suite, il s'installe à Copenhague et devient maire de la ville en 1654. Les générations suivantes de la famille Nansen résident à Copenhague jusqu'au milieu du XVIIIe siècle où Ancher Antoni Nansen s'installe en Norvège, territoire qui est à l'époque une province danoise. Son fils, Hans Leierdahl Nansen (1764-1821), est un magistrat dans le district de Trondheim, puis plus tard à Jæren. Après la fin du Royaume du Danemark et de Norvège en 1814, et donc la séparation de la Norvège et du Danemark, il entre dans la vie politique norvégienne en tant que représentant de Stavanger dans le premier Storting (le parlement norvégien) et devient un ardent défenseur de l'union avec la Suède. Hans Leierdahl Nansen meurt en 1821, laissant un fils de quatre ans, Baldur Fridtjof Nansen, le père de l'explorateur Fridtjof Nansen.
Baldur est un avocat qui obtient un poste à la Cour suprême de Norvège. Il se marie deux fois, la deuxième fois à Adelaide Johanna Isidora Wedel-Jarlsberg, une nièce d'Herman Wedel-Jarlsberg qui avait participé à la rédaction de la constitution norvégienne de 1814 et a ensuite été le gouverneur général de Norvège auprès du roi de Suède. Baldur et Adelaide s'installent à Store Frøen, un domaine à quelques kilomètres au nord de la capitale norvégienne, Christiania. Le couple a trois enfants : le premier meurt en bas âge, le second, né le 10 octobre 1861, est Fridtjof Nansen,.
La ruralité de Store Frøen a une influence sur l'enfance de Nansen. Les principales activités de l'été sont la natation et la pêche, tandis qu'en automne, le passe-temps principal est la chasse en forêt. L'hiver est consacré principalement au ski, que Nansen commence à pratiquer à l'âge de deux ans, sur des skis improvisés. À l'âge de dix ans, il pratique, contre l'avis de ses parents, le saut à ski à l'installation d'Husebyrennet proche. Cet exploit a des conséquences proches d'être désastreuses, puisqu'à l'atterrissage ses skis se plantent profondément dans la neige et Nansen manque de se tuer. L'attrait de Nansen pour le ski n'est cependant pas diminué, même si ses réussites sont éclipsées par celles des skieurs de la région montagneuse de Telemark, où un nouveau style de ski était en cours d'élaboration.
À l'école, Nansen travaille correctement sans montrer d'aptitudes particulières. Les études occupent la deuxième place de ses préoccupations après le sport ou les expéditions dans les forêts où il vivait « comme Robinson Crusoé » pendant des semaines. Par de telles expériences, Nansen a acquis un degré marqué d'autonomie. Il est devenu un skieur accompli et un patineur très doué. À l'été 1877, Adelaide Nansen meurt subitement. Affligé, Baldur Nansen vend la propriété Store Frøen et déménage avec ses deux fils à Christiania. Les qualités athlétiques et sportives de Nansen continuent à se développer et, à dix-huit ans, il bat le record du monde de patinage sur la distance d'un mile (1,6 kilomètre) et, l'année suivante, il gagne le championnat national de ski de fond, un exploit qu'il répétera à onze reprises.

### Études et attrait pour l'aventure
En 1880, Nansen passe son examen d'entrée universitaire, « l'Examen artium ». Il décide d'étudier la zoologie, expliquant plus tard qu'il a choisi ce domaine parce qu'il pensait que la zoologie offrait la chance d'une vie au grand air. Il commence ses études à l'université de Christiania au début de l'année 1881.

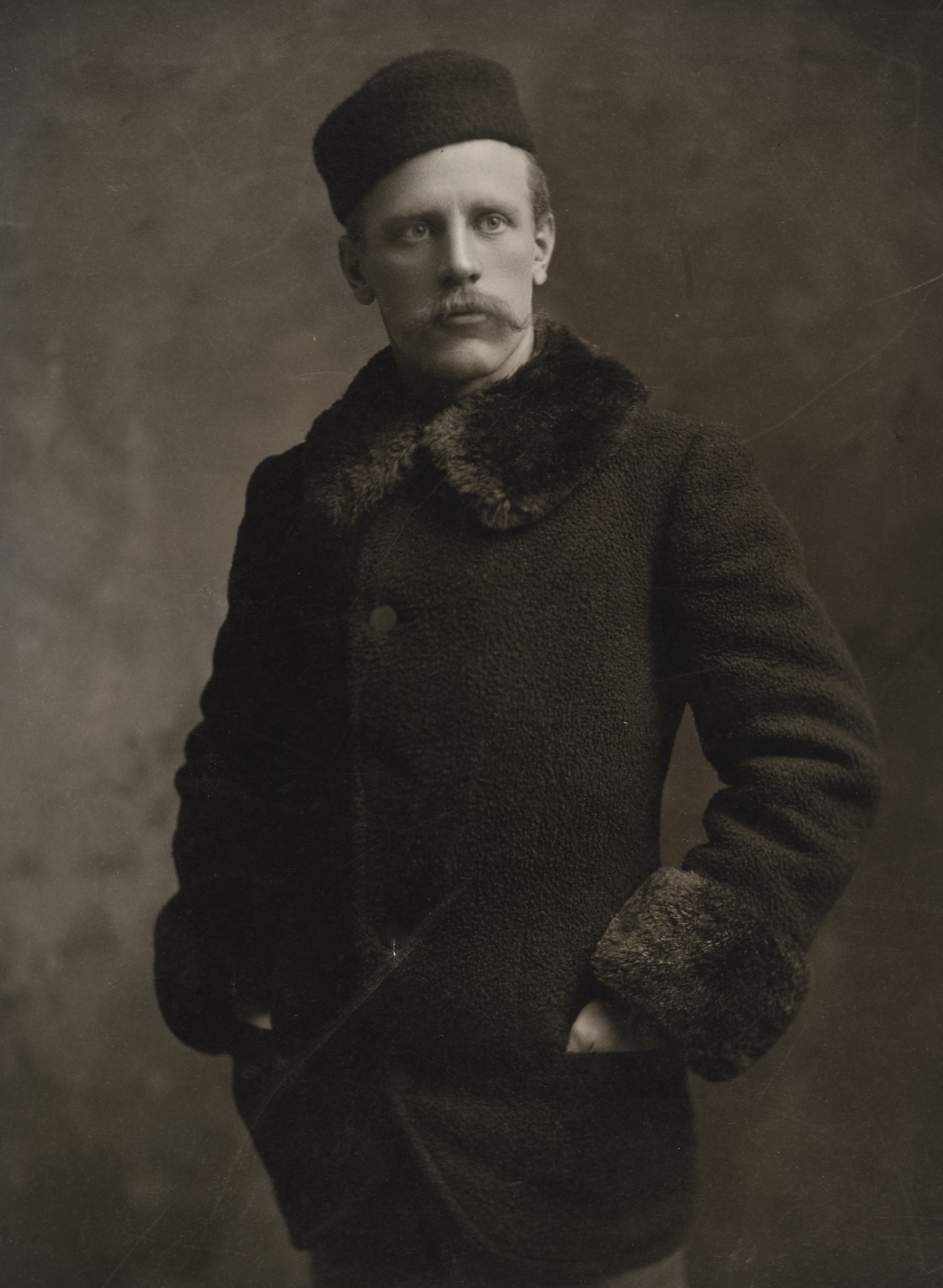
Portrait de Fridtjof Nansen en 1887 environ.

Début 1882, le professeur Robert Collett du département de zoologie de l'université propose à Nansen de faire un voyage en mer, pour étudier la zoologie de l'Arctique. Nansen est enthousiaste et s'arrange avec le commandant du phoquier Viking Axel Krefting, une connaissance récente. Nansen eut là, comme il l'écrira, une « première expérience fatale qui [l'a] égaré loin de la vie tranquille de la science ». Le voyage commence le 11 mars 1882 et dure cinq mois. Dans les semaines avant la chasse, Nansen est en mesure de se concentrer sur des études scientifiques. À partir d'échantillons d'eau, il montre que, contrairement à l'hypothèse en vigueur, la glace de mer se forme sur la surface de l'eau plutôt qu'en dessous. Il démontre aussi que le Gulf Stream coule sous une couche d'eau froide de surface. Au cours du printemps et début de l'été, le Viking parcourt la zone entre le Groenland et le Svalbard à la recherche de phoques. Nansen devient un très bon tireur et en un jour il enregistre fièrement que son équipe a abattu 200 phoques. En juillet, le Viking reste pris dans la glace près d'une section inexplorée de la côte du Groenland. Nansen veut aller à terre, mais cela est impossible. Toutefois, il commence à développer l'idée que l'inlandsis du Groenland peut être exploré ou même franchi. Le 17 juillet, le navire se libère de la glace et, au début du mois d'août, est de retour dans les eaux norvégiennes.
Nansen ne reprend pas d'études formelles à l'université et, au lieu de cela, sur la recommandation de Collett, il accepte un poste de conservateur au département de zoologie du musée de Bergen en 1882-1883. Il passe les six années suivantes de sa vie à faire une tournée de six mois sabbatiques en Europe et des études avec des personnalités importantes telles que Gerhard Armauer Hansen, le découvreur du bacille de la lèpre, et Daniel Cornelius Danielssen, le directeur du musée qui avait fait de ce dernier un centre de recherche scientifique et d'études. Nansen étudie le domaine de la neuroanatomie, thème alors relativement inexploré, en particulier le système nerveux central des créatures marines peu complexes. En février 1886, il publie un document résumant ses recherches à ce jour, dans lequel il déclare que des « anastomoses ou des unions entre les différentes cellules ganglionnaires » n'a pas pu être démontré avec certitude. Ce point de vue orthodoxe, confirmé par les recherches simultanées de l'embryologiste Wilhelm His et du psychiatre Auguste Forel, fait de Nansen le cofondateur de la théorie moderne du système nerveux. Son article ultérieur, « La structure et combinaison d'éléments histologiques du système nerveux central », publié en 1887, devient sa thèse de doctorat.

### Traversée du Groenland

#### Planification
- Approche du Jason jusqu'au 17 juillet.
- Dérive vers le sud de l'équipe de Nansen jusqu'au 29 juillet, puis le voyage en embarcations vers Umivik.
- Le trajet prévu à l'origine, de Sermilik à Christianhåb (désormais Qasigiannguit).
- Le trajet réalisé, jusqu'à Godthåb (désormais Nuuk) du 15 août au 3 octobre.

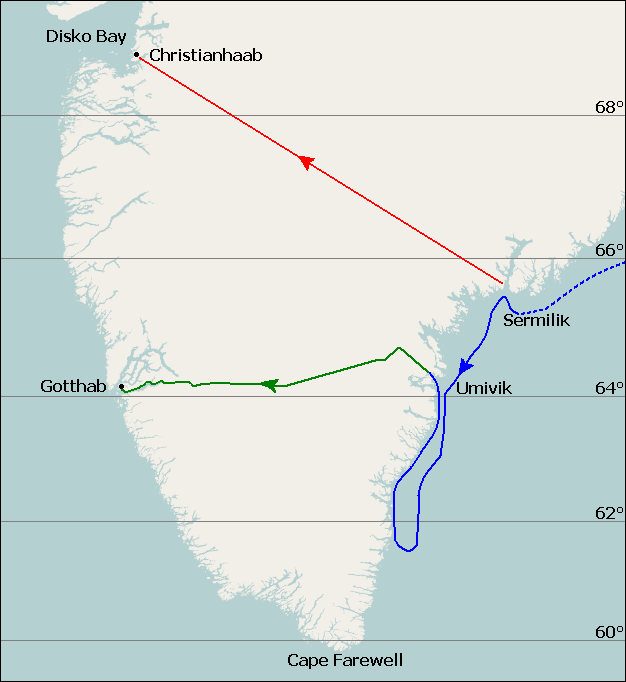
Expédition au Groenland (juillet–octobre 1888)

L'idée d'une expédition à travers l'inlandsis du Groenland germe dans l'esprit de Nansen lors de ses années passées à Bergen. En 1887, après la présentation de sa thèse de doctorat, il commence finalement à organiser ce projet. À cette époque, les deux passages les plus significatifs dans l'intérieur du Groenland sont ceux d'Adolf Erik Nordenskiöld en 1883 et de Robert Peary en 1886. Les deux hommes et leurs équipes étaient partis de baie de Disko sur la côte ouest et avaient parcouru environ 160 kilomètres vers l'est avant de faire marche arrière. En revanche, Nansen propose un voyage d'est en ouest, se terminant à la baie de Disko plutôt que l'inverse. Une équipe partant de la côte ouest habitée serait, expliquait-il, obligée de faire un aller-retour car aucun navire ne pouvait être certain d'atteindre la dangereuse côte est pour les y attendre. En partant de l'est, à supposer qu'un débarquement par navire puisse se réaliser là, Nansen ferait un aller simple vers une zone peuplée. L'équipe n'aurait pas de base sûre en cas de difficulté, donc la seule solution serait de continuer vers l'avant et cette situation s’accordait complètement à la philosophie de Nansen.
Nansen évite l'organisation complexe et lourde en main-d'œuvre des autres explorations en Arctique et il prévoit pour son expédition un groupe limité à six personnes. Les provisions et l'équipement seraient tractés par les hommes sur des traîneaux légers spécialement conçus pour cela. Une grande partie de l'équipement, y compris les sacs de couchage, les réchauds pour la cuisine et les vêtements, doit également être conçue. Ces plans reçoivent un accueil globalement peu enthousiaste dans la presse avec le sentiment que l'entreprise est insensée. Une critique va même jusqu'à douter de ce pari en mettant en avant le risque important de périr dans cette tentative. Le parlement norvégien refuse de fournir un soutien financier, estimant qu'une telle entreprise risquée ne devait pas être encouragée. Le projet est finalement lancé avec un important don d'un homme d'affaires danois, Augustin Gamél, et le reste des fonds est issu principalement de petites contributions de compatriotes de Nansen, grâce à une collecte de fonds organisée par des étudiants à l'université.
Malgré la publicité négative, Nansen reçoit de nombreuses candidatures pour être admis dans son équipe. Voulant de très bons skieurs, il tente de recruter des skieurs de télémark mais ses démarches échouent. Nordenskiöld conseille à Nansen de s'intéresser aux Samis (Lapons), peuple autochtone notamment présent dans le comté de Finnmark au Nord de la Norvège et habitué aux conditions extrêmes et à la neige. Nansen en recrute deux. Les places restantes sont attribuées à Otto Sverdrup, un ancien capitaine qui avait plus récemment travaillé comme forestier, Oluf Christian Dietrichson, un officier de l'armée, et Kristian Kristiansen, une connaissance de Sverdrup. Tous ont l'expérience de la vie en plein air dans des conditions extrêmes et sont des skieurs expérimentés. Juste avant le départ de l'équipe, Nansen passe un examen formel à l'université qui avait accepté sa thèse de doctorat. Il défend son travail devant des examinateurs et part avant de connaître le résultat.

#### Expédition
Parti de Copenhague le 2 mai 1888, le 3 juin 1888, Nansen et son équipe quittent à bord du Jason le port d'Ísafjörður dans le Nord-Ouest de l'Islande. Une semaine plus tard, la côte est du Groenland est en vue mais les progrès sont entravés par une épaisse banquise. Le 17 juillet, avec la côte encore à 20 kilomètres, Nansen décide de mettre à l'eau de petites embarcations pour rejoindre la terre et le fjord Sermilik, situé près du village de Sermiligaaq, car Nansen estime que ce fjord pourrait offrir une voie vers l'inlandsis.

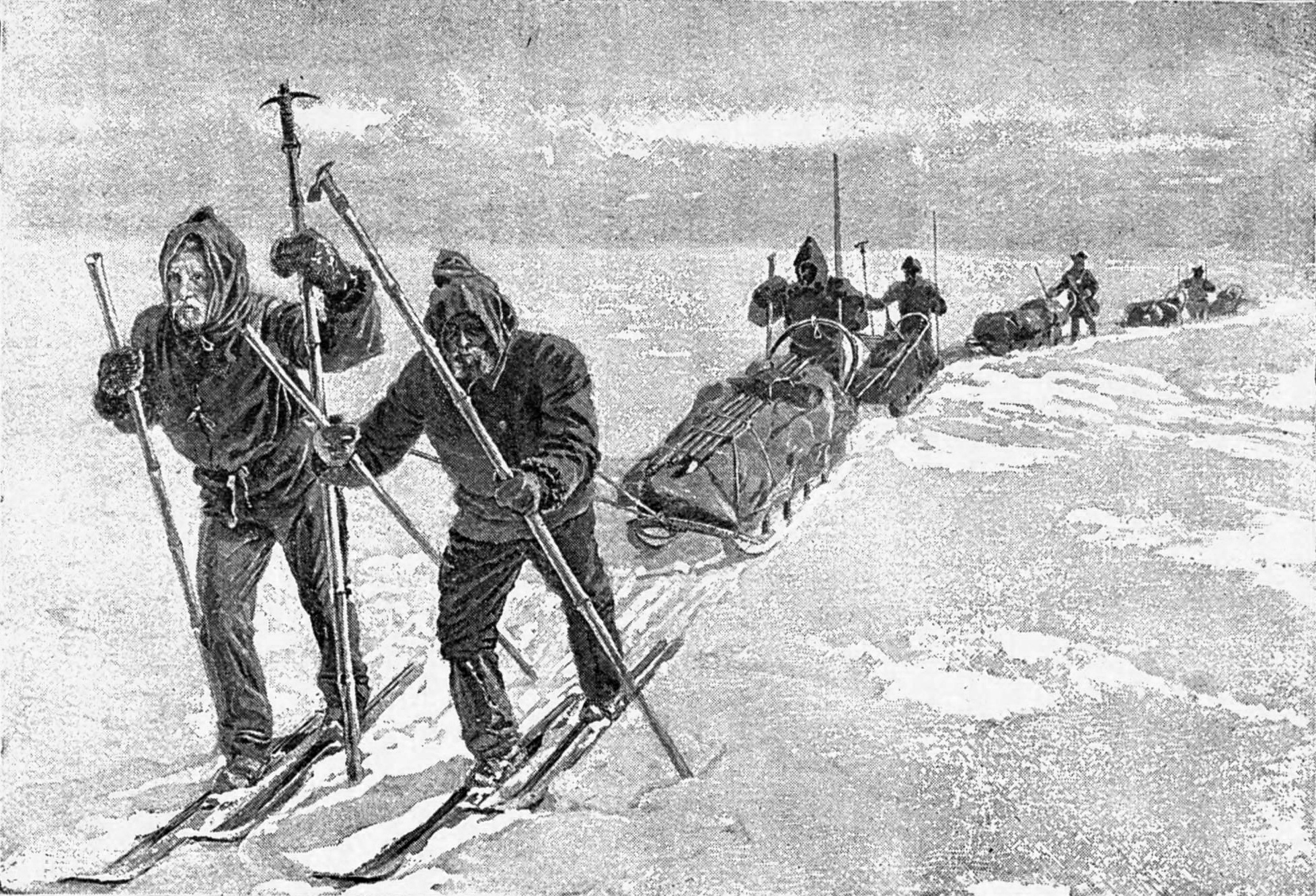
Dessin d'illustration sur la traversée du Groenland.

L'équipe quitte le Jason « dans la bonne humeur et avec [l'espoir] d'un résultat heureux » selon le capitaine du navire. Pourtant, l'équipe ne peut atteindre le rivage à cause des conditions météorologiques et maritimes. Frustrés, les hommes dérivent vers le sud avec la glace pendant plusieurs jours. La plupart de ce temps est consacré à camper sur la glace même, car il est trop risqué de continuer à utiliser les embarcations. Le 29 juillet, les hommes se retrouvent à 380 kilomètres au sud du point où ils avaient quitté le navire. Ce jour-là, ils parviennent finalement à atteindre la terre, mais sont trop loin au sud pour commencer la traversée. Après un bref repos, Nansen ordonne à l'équipe de reprendre les embarcations pour ramer vers le nord.
Les douze jours suivants, l'équipe lutte contre le courant côtier pour remonter. Le premier jour, les hommes rencontrent un grand campement d'Eskimos près du cap Bille et après quelques contacts occasionnels avec la population indigène, le voyage continue. Le 11 août, après avoir parcouru environ 200 kilomètres et atteint la baie d'Umivik, Nansen décide que, même s'ils sont encore loin du point de départ prévu, ils doivent commencer la traversée avant que la saison ne soit trop avancée pour voyager. À Umivik, ils passent les quatre jours suivants à préparer le voyage avant de partir le soir du 15 août. Ils se dirigent vers le nord-ouest, vers Christianshåb (désormais Qasigiannguit) sur la côte ouest du Groenland, dans la baie de Disko, soit à 600 kilomètres de là.

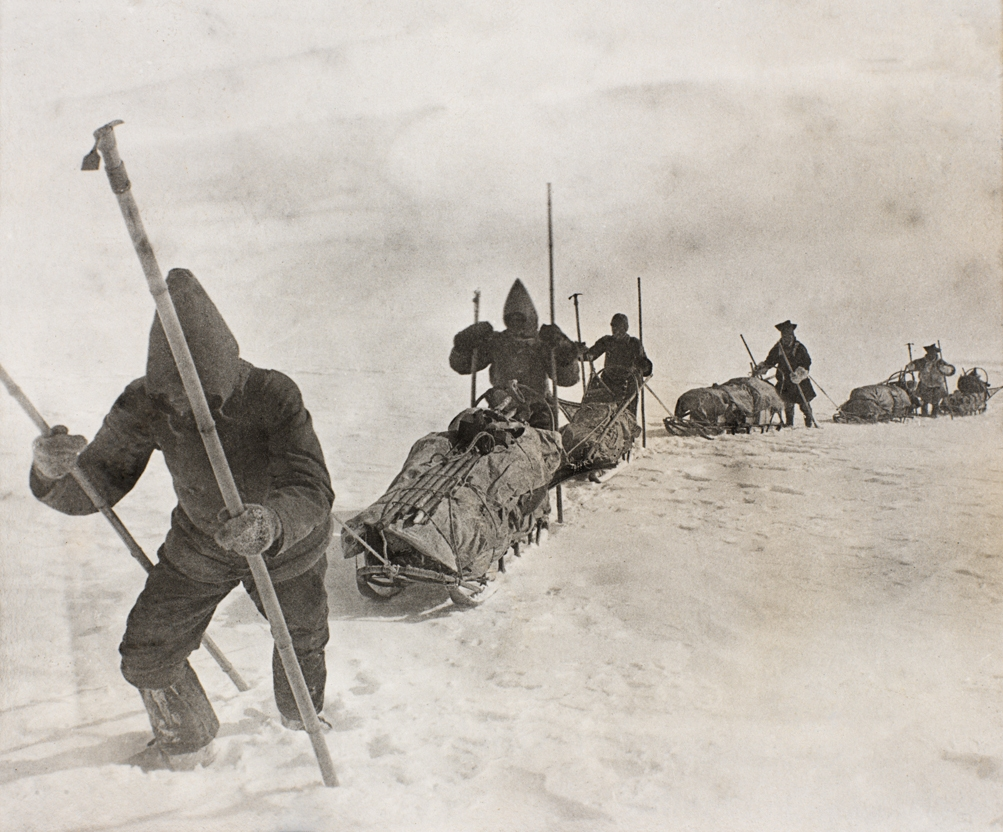
Photographie lors de la traversée.

Par la suite, l'équipe a du mal à faire l'ascension de l'inlandsis à cause d'une surface traîtresse avec de nombreuses crevasses cachées, d'autant que le temps est généralement peu favorable au voyage. Une fois, la progression est interrompue pendant trois jours par de violents orages et une pluie continue. Le 26 août, Nansen conclut qu'il n'y a désormais plus de chance d'atteindre Christianshåb à la mi-septembre, période où le navire se voit obligé de partir pour éviter d'être pris par la glace. Il ordonne donc un changement de cap, presque plein ouest vers Godthåb (désormais Nuuk), un voyage plus court d'au moins 150 kilomètres. Les autres hommes, selon Nansen, saluent ce changement. L'équipe continue d'avancer jusqu'à ce que le 11 septembre, elle atteigne une altitude de 2 719 mètres, le sommet de la calotte glaciaire. À partir de là, le voyage étant en pente descendante, il devient plus aisé, malgré un terrain et un temps toujours difficiles. Le 26 septembre, les hommes parviennent à l'orée d'un fjord qui court en direction de Godthåb. Avec des matériaux disponibles, Sverdrup construit un bateau de fortune et le 29 septembre l'équipe commence la dernière étape du voyage, naviguant sur le fjord. Cinq jours plus tard, le 3 octobre 1888, ils atteignent Godthåb où ils sont accueillis par le représentant danois de la ville. Les premiers mots de ce dernier sont pour informer Nansen qu'il avait reçu son doctorat, une question qui est à ce moment-là bien loin de ses préoccupations. La traversée est réalisée en quarante-neuf jours et pendant tout le voyage, l'équipe a maintenu soigneusement des relevés météorologiques, géographiques et d'autres informations sur l'intérieur du Groenland, qui était jusque-là inexploré.
Nansen comprend vite qu'aucun navire ne peut mouiller à Godthåb jusqu'au printemps suivant. Lui et son équipe passent donc sept mois au Groenland, en chassant, pêchant et étudiant la vie des habitants. Le 15 avril 1889, le navire danois Hvidbjørnen entre enfin dans le port et Nansen et ses compagnons se préparent à partir. « Ce n'est pas sans tristesse que nous avons quitté ce lieu et ces gens, parmi lesquels nous nous étions si bien amusés », note Nansen.

#### Récit de l'expédition
Nansen racontera l'expédition dans un livre, traduit en français sous le titre "À travers le Groenland". 

### Retour au pays et mariage

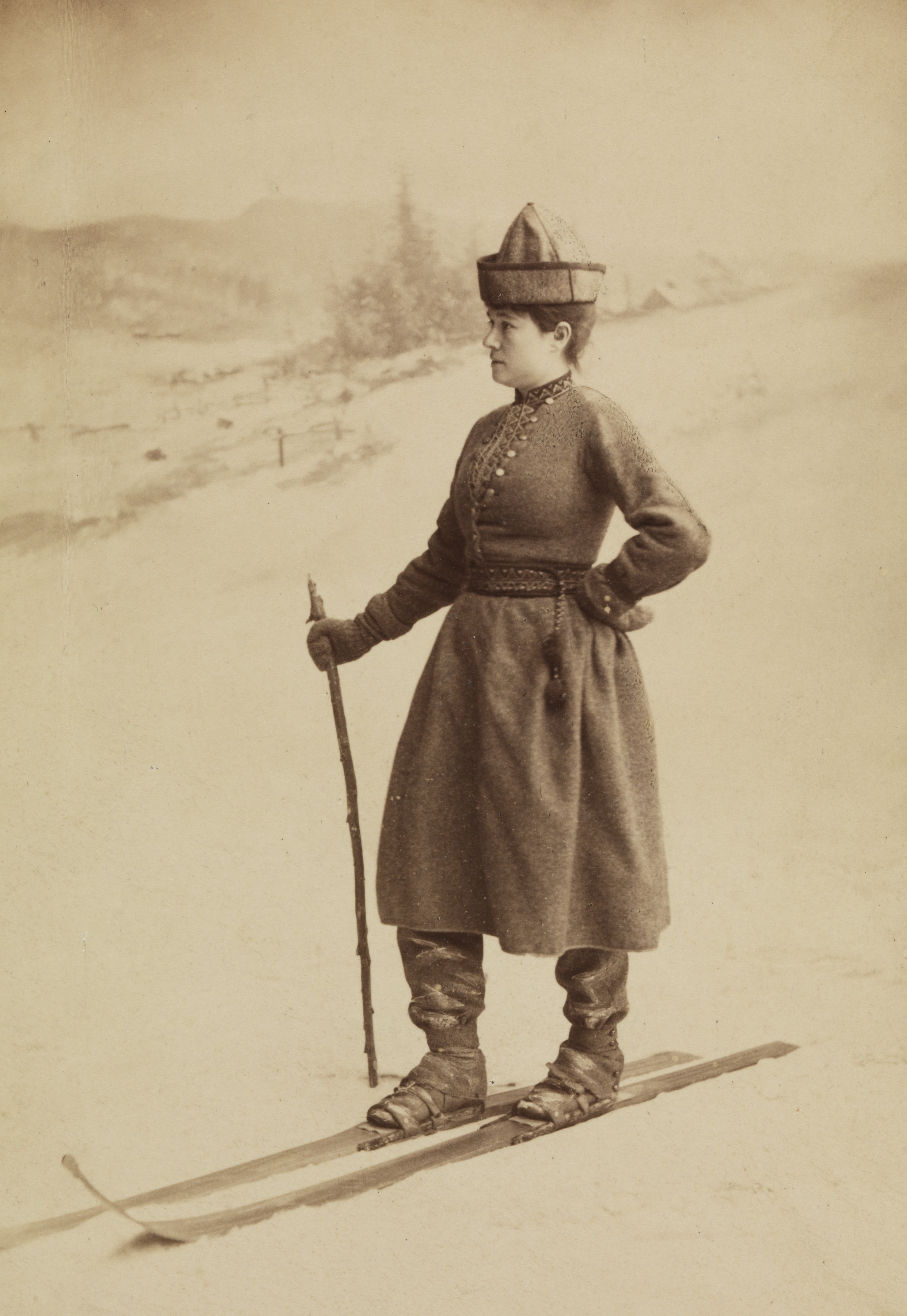
Eva Nansen en 1889.

Le Hvidbjørnen atteint Copenhague le 21 mai 1889. La nouvelle de la traversée réussie précède son arrivée et Nansen et ses compagnons sont fêtés comme des héros. Cet accueil, cependant, est éclipsé par la réception à Christiania une semaine plus tard, quand une foule de trente à quarante mille personnes — un tiers de la population de la ville — se presse dans les rues alors que l'équipe de Nansen se rend à la première réception d'une longue série. L'intérêt et l'enthousiasme générés par la réalisation de l'expédition amènent directement à la formation cette même année de la société norvégienne de géographie.
Nansen accepte le poste de conservateur de la collection zoologique de l'université de Christiania, un poste qui lui assure un salaire sans avoir de contraintes car l'université est satisfaite par son association avec l'explorateur. La tâche principale de Nansen consiste alors dans les semaines suivantes à écrire son récit de l'expédition, mais il trouve quand même le temps vers la fin juin de se rendre à Londres où il rencontre le prince de Galles — le futur roi Édouard VII du Royaume-Uni — et prononce une allocution à une réunion à la Royal Geographical Society (RGS). Le président de la RGS, Sir Mountstuart Elphinstone Grant Duff, déclare que Nansen mérite « la première place parmi les voyageurs du nord » et lui décerne dans un second temps la prestigieuse Founder’s Medal de la société. C'est l'un des nombreux honneurs que Nansen reçoit d'organisations de toute l'Europe. Il est invité par un groupe d'Australiens pour mener une expédition en Antarctique, mais refuse, estimant que les intérêts de la Norvège seraient mieux servis par une conquête du pôle Nord.
Le 11 août 1889, Nansen annonce ses fiançailles avec Eva Sars, la fille de Michael Sars, un professeur de zoologie, mort quand Eva avait onze ans. Le couple s'était rencontré quelques années auparavant, à la station de ski de Frognerseteren. Eva a trois ans de plus que Nansen et est une skieuse accomplie. Elle est aussi une chanteuse lyrique célèbre qui avait été formée à Berlin par Désirée Artôt, amante d'un temps de Piotr Ilitch Tchaïkovski. Cette union surprend plusieurs personnes puisque Nansen s'était précédemment exprimé contre l'institution du mariage.

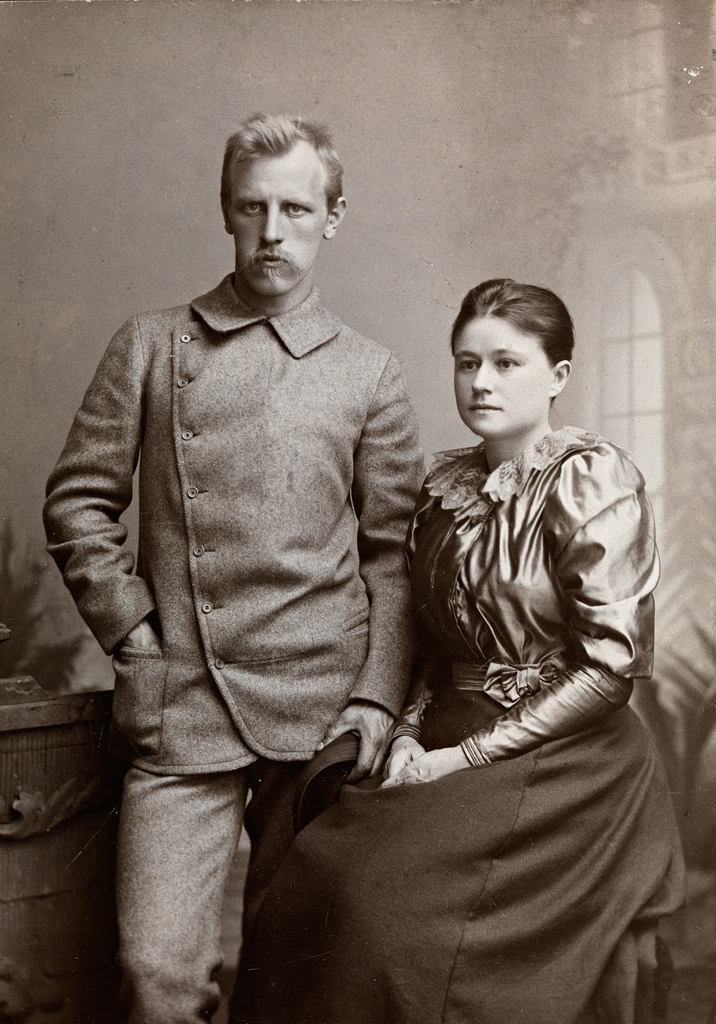
Eva Sars et Fridtjof Nansen, 1889, photo Christian Gihbsson

Le mariage se déroule le 6 septembre 1889, moins d'un mois après l'annonce des fiancailles.

### Expédition Fram

#### Théories et projet

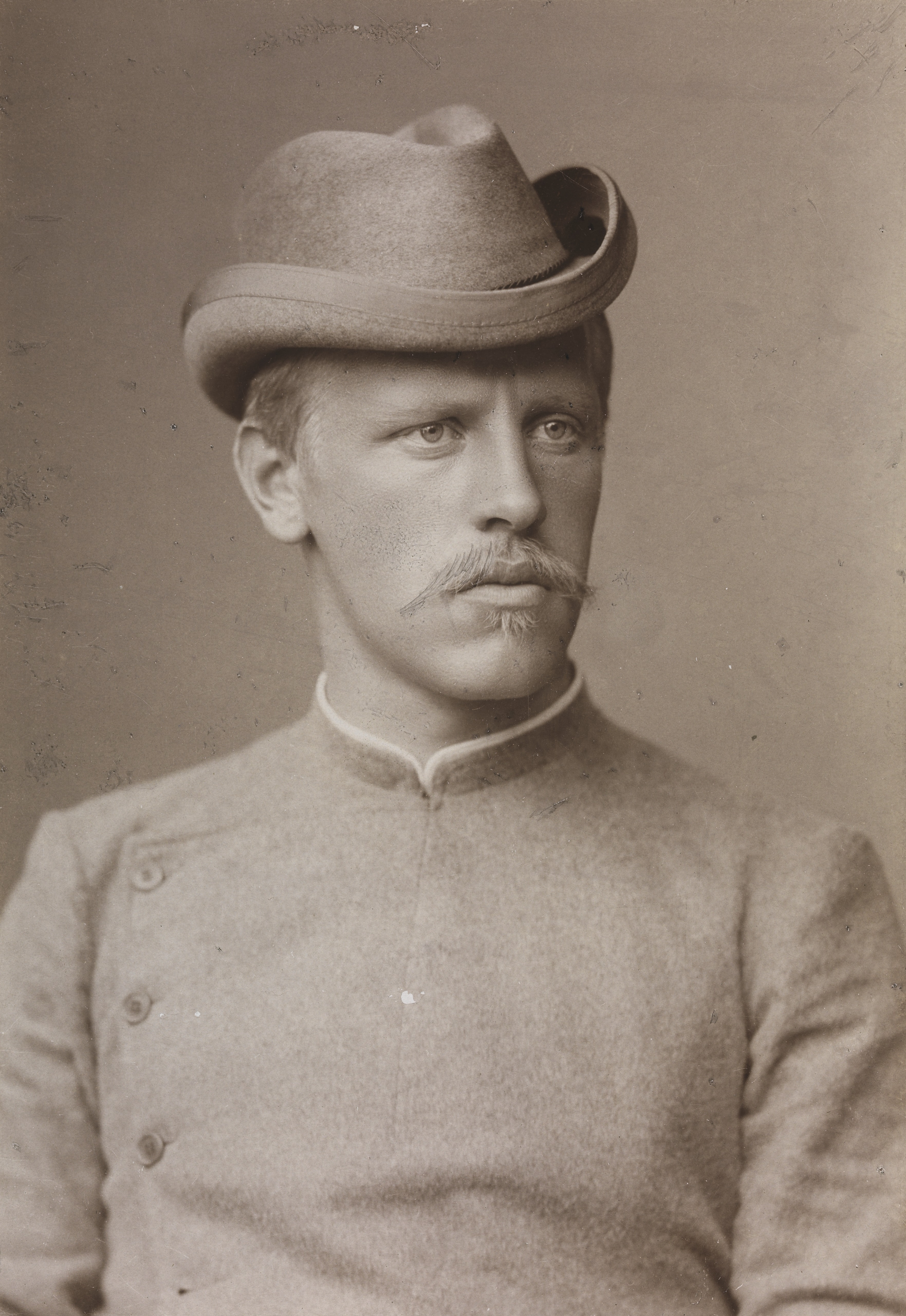
Portrait de Fridtjof Nansen, 1889.

Nansen commence à étudier la possibilité d'atteindre le pôle Nord à l'aide de la dérive naturelle de la glace polaire, lorsque, en 1884, il lit les théories d'Henrik Mohn, un météorologiste norvégien. Des artefacts trouvés sur la côte sud-ouest du Groenland avaient été identifiés comme provenant du navire américain d'exploration Jeannette, qui avait été écrasé par la glace puis coulé en juin 1881, au large de la Sibérie. Mohn suppose que la dérive des objets témoigne de l'existence d'un courant océanique, d'est en ouest sur toute la largeur de la mer polaire, et peut-être jusqu'au pôle lui-même. Un navire assez résistant pourrait donc entrer dans la mer gelée de Sibérie et se laisser dériver volontairement vers la côte du Groenland par le pôle,,. Être pris dans les glaces, ce n'est pas être immobile mais dériver.
Cette idée de « dérive transpolaire » reste dans l'esprit de Nansen au cours des années suivantes. Après son retour triomphal du Groenland, il commence à élaborer un plan détaillé pour un projet, qu'il rend public en février 1890 à une réunion de la Société norvégienne de géographie récemment créée. Les expéditions précédentes, selon lui, s'étaient approchées du pôle Nord depuis l'ouest et avaient échoué parce qu'elles allaient contre la dominante est-ouest du courant. Le secret de la réussite réside donc dans un travail adapté au courant. Toujours selon Nansen, un projet réaliste nécessite un petit navire, solide et maniable capable de transporter du carburant et des provisions pour douze hommes pendant cinq ans. Ce navire devrait naviguer vers la voie approximative du naufrage de la Jeannette, puis se laisser prendre dans la glace. Il serait alors à la dérive vers l'ouest, au pôle et, si possible au-delà, pour tenter d'atteindre la mer entre le Groenland et le Svalbard.
Beaucoup de vétérans d'expéditions polaires sont sceptiques sur les plans de Nansen, tout comme sur la conception du navire qu'il a imaginé, le Fram. L'explorateur américain retraité Adolphus Greely considère l'idée comme « […] illogique [et proche de l']autodestruction », ajoutant que « Nansen emmène ses hommes à la mort ». George Nares doute de la résistance du Fram dans la glace, Allen Young, un vétéran des opérations de recherche de l'expédition Franklin et Joseph Hooker, dernier survivant de l'expédition Erebus et Terror de James Clark Ross en 1839-1843, sont tout aussi méprisants,. Toutefois, après un discours passionné, Nansen obtient le soutien du parlement norvégien qui lui vote une subvention. Nansen a l'avantage d'offrir des garanties scientifiques de par son travail, et techniques et physiques, de par l'expérience de sa précédente expédition. Le reste du financement est finalement complété par des dons privés et un appel national.

#### Préparations

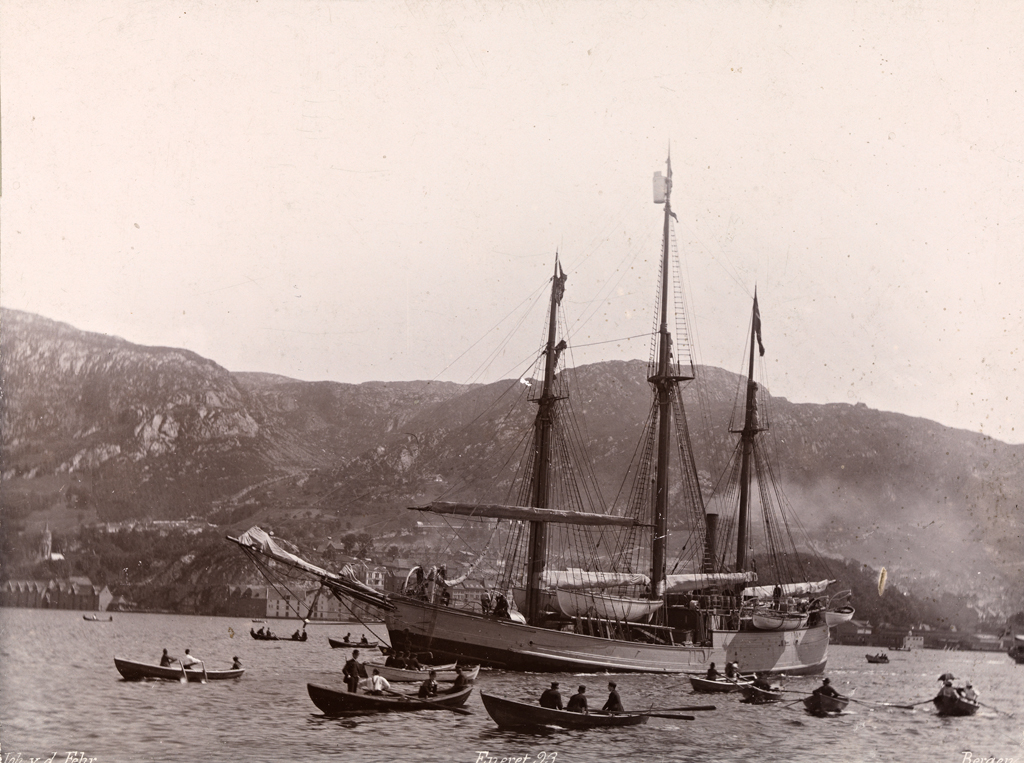
Le Fram à Bergen lors du départ de l'expédition.

Nansen choisit Colin Archer, un architecte naval renommé en Norvège, pour concevoir et construire un navire adapté à l'expédition prévue. En utilisant certaines essences de bois particulièrement résistantes et un système complexe de traverses et entretoises sur toute la longueur, Archer construit un navire d'une robustesse extraordinaire. Sa coque arrondie est conçue de sorte qu'il n'y ait rien sur lequel la glace puisse avoir une emprise, et la quille, également arrondie, fait que le navire devrait être soulevé par la pression des glaces au lieu d'être broyé comme tant d'autres. Les performances de vitesse et de manœuvrabilité sont secondaires devant l'obligation de réaliser un vaisseau sûr et suffisamment chaud pendant leur confinement prolongé. Avec une longueur totale de 39 mètres et une largeur de 11 mètres, le rapport longueur-largeur est un peu plus de trois à un, ce qui donne au navire son aspect insolite et révolutionnaire, qu'Archer justifie ainsi : « Un navire qui est construit [essentiellement pour correspondre à l'objectif de Nansen] doit différer essentiellement de tout navire connu ». Finalement, le navire fait 402 tonneaux bruts, est gréé en trois-mâts goélette et dispose d'une voilure d'une surface de 600 m2. Il est lancé par Eva Nansen au chantier naval de Larvik le 6 octobre 1892 et baptisé Fram, ce qui peut se traduire en français par « en avant ».
Sur des milliers de candidatures, Nansen choisit douze personnes. Otto Sverdrup est nommé capitaine du Fram et commandant en second de l'expédition. La concurrence pour les places disponibles est telle que le lieutenant réserviste de l'armée et expert musher Hjalmar Johansen signe en tant que simple chauffeur du navire,.

#### Sur la glace
Le Fram quitte Christiania le 24 juin 1893 devant une importante foule. Après un lent voyage le long de la côte, le dernier port d'escale est Vardø, dans l'extrême Nord-Est de la Norvège. Le Fram quitte Vardø le 21 juillet, suivant la route du passage du Nord-Est initiée par Adolf Erik Nordenskiöld en 1878-1879, le long de la côte nord de la Sibérie. Les progrès sont entravés par le brouillard et la glace dans des mers essentiellement non cartographiées. L'équipage connaît également le phénomène de « l'eau morte » où l'avancée du navire est gênée par le frottement de l'eau douce qui ne se mêle pas à l'eau salée plus lourde, donc au-dessous d'elle. Néanmoins, le cap Tcheliouskine, le point le plus septentrional de la masse continentale eurasienne, est atteint le 10 septembre. Dix jours plus tard, le Fram approche la zone dans laquelle la Jeannette avait été écrasée. Le pack est aperçu aux alentours de 78° de latitude nord. Nansen suit alors la ligne nord du pack jusqu'à une position enregistrée comme 78°49'N, 132°53'E, avant de stopper les moteurs et de soulever le gouvernail dans une coque protectrice. La dérive du Fram commence.

Trajets de l'expédition Fram entre 1893 et 1896 :
Trajet du Fram vers l'est de Vardø le long de la côte de Sibérie, puis allant au Nord près des îles de Nouvelle-Sibérie pour entrer dans le pack (juillet – septembre 1893)
Dérive du Fram jusqu'au Svalbard (septembre 1893 – août 1896)
Marche record de Nansen et Johansen jusqu'à 86°13.6'N, et repli au cap Flora dans l'archipel François-Joseph (mars 1895 – juin 1896)
Retour de Nansen et Johansen à Vardø depuis le cap Flora (août 1896)
Voyage du Fram du Svalbard jusqu'à Tromsø (août 1896)

Les premières semaines dans la glace sont frustrantes, la dérive déplaçant le navire de façon imprévisible, tantôt au nord, tantôt au sud. Le 19 novembre, le Fram atteint une latitude plus au sud de celle à laquelle il est entré dans la glace. Ce n'est qu'après la fin de l'année, en janvier 1894, que la direction nord devient régulière et la ligne de 80° est finalement atteinte le 22 mars. Nansen calcule que, à ce rythme, il mettra cinq ans pour atteindre le pôle. Comme les progrès du navire vers le nord se poursuivent à un rythme rarement au-dessus de 1,6 kilomètre par jour, Nansen envisage un nouveau projet : un voyage en traîneau tracté par des chiens vers le pôle. C'est dans cet esprit qu'il s'entraîne à la conduite des chiens d'attelage, testant de nombreux voyages sur la glace. En novembre, il annonce son projet à l'équipage : lorsque le navire atteindra la latitude de 83°, lui et Hjalmar Johansen quitteront le navire avec les chiens et tenteront d'atteindre le pôle, tandis que le Fram, commandé par Otto Sverdrup, poursuivra sa dérive jusqu'à ce qu'il soit libéré de la glace dans l'océan Atlantique Nord. Après avoir atteint le pôle, Nansen et Johansen rejoindront la terre la plus proche connue, l'archipel François-Joseph récemment découvert et sommairement cartographié. Les deux hommes feront ensuite route vers le Svalbard où ils pourront trouver un bateau pour les ramener chez eux.
L'équipage passe le reste de l'hiver 1894-1895 à préparer des vêtements et l'équipement pour le voyage en traîneau à venir. Des kayaks sont construits pour être montés sur les traîneaux jusqu'à ce qu'ils soient nécessaires pour une traversée en eau libre. Les préparatifs sont interrompus début janvier lorsque des tremblements violents secouent le navire. L'équipage débarque, craignant que le navire soit écrasé par les glaces, mais le Fram se montre robuste. Le 8 janvier 1895, la position du navire est de 83°34'N, au-dessus du précédent record de Greely à 83°24',.

#### Avancée vers le pôle

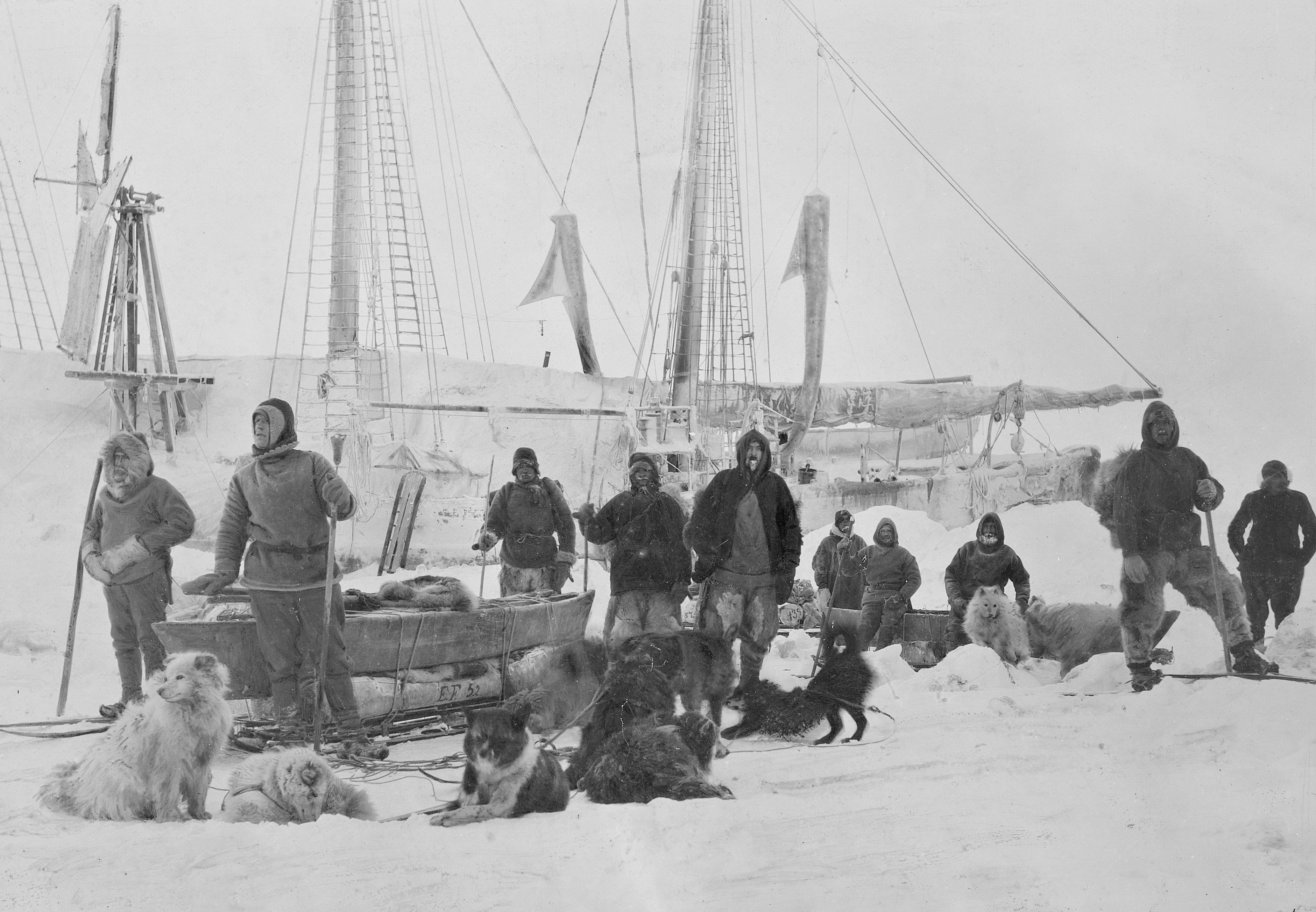
Nansen et Johansen prêts à partir du Fram pour leur tentative polaire le 14 mars 1895. Nansen est le deuxième sur la gauche tandis que Johansen est de deuxième sur la droite.

Le 14 mars 1895, après deux départs avortés et avec le navire à 84°4'N, Nansen et Johansen commencent leur voyage. Ils emportent vingt-sept chiens pour les aider dans leur aventure,. Nansen se laisse cinquante jours pour couvrir les 660 kilomètres le séparant du pôle, soit un trajet moyen de 13 kilomètres par jour. Après une semaine de voyage, une observation au sextant indique que Nansen et Johansen sont en avance à une moyenne de 17 kilomètres par jour. Cependant, les surfaces inégales rendent plus difficile leur marche à ski, et leur vitesse moyenne diminue. Ils se sont également rendu compte qu'ils luttaient contre une dérive vers le sud et que les distances parcourues n'indiquaient pas toujours une progression vers le nord. Le 3 avril, Nansen commence à se demander si la conquête du pôle Nord est réalisable. Sauf si leur vitesse s'améliore. Leur stock de nourriture étant prévu initialement pour cent jours,,, serait trop juste pour aller au pôle puis se replier à l'archipel François-Joseph. Le 7 avril, après avoir monté le camp et vu que la voie à suivre est « un véritable chaos de blocs de glace [qui] s'étend aussi loin que l'horizon », Nansen décide de reprendre la direction du sud. Il enregistre la latitude du dernier camp à 86°13,6'N, soit près de trois degrés au-delà du précédent record.

#### Repli

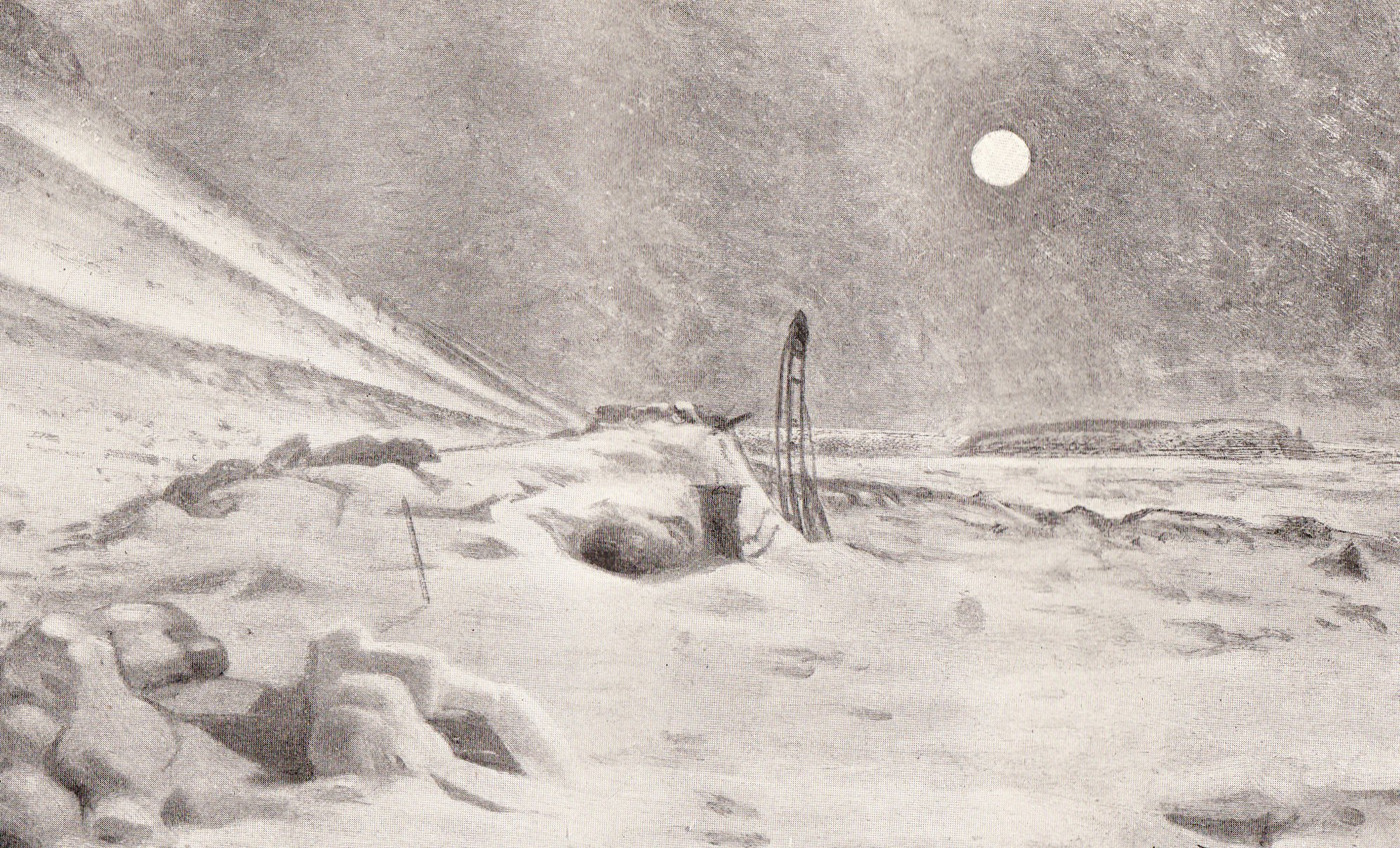
Dessin basé sur une photographie de Nansen de l'abri de l'archipel François-Joseph, recouvert de neige, dans lequel Nansen et Johansen ont passé l'hiver 1895–1896.

Au début, Nansen et Johansen font de bons progrès vers le sud, mais le 13 avril ils subissent un sérieux revers lorsque leurs deux montres s'arrêtent. Sans connaître l'heure exacte, il est impossible pour eux de calculer leur longitude et donc de se frayer un chemin exact vers l'archipel François-Joseph. Ils relancent leurs montres en considérant qu'ils sont à la longitude 86°E, mais à partir de là, ils sont incertains de leur position réelle.
Vers la fin du mois d'avril, ils observent les traces d'un renard polaire, premiers signes d'un être vivant autre que leurs chiens qu'ils voient depuis leur départ du Fram. Peu de temps après, ils aperçoivent des empreintes d'ours et à la fin mai de phoques, avec des goélands et des baleines. Le 31 mai, d'après les calculs de Nansen, ils sont à seulement 93 kilomètres du cap Fligely, le point connu le plus septentrional de l'archipel François-Joseph. Cependant, les conditions s'aggravent avec un temps plus chaud qui cause la rupture de la glace. Le 22 juin, les deux hommes décident de se reposer sur une banquise stable pendant qu'ils réparent leurs équipements et reprennent leurs forces pour la prochaine étape du voyage. Ils restent sur la banquise un mois. Le jour suivant le départ de ce camp, ils aperçoivent la terre ferme et, même si elle reste encore lointaine et pas forcément l'île qu'ils cherchaient, ils disposent seulement d'une carte simpliste pour les guider. Le 6 août, ils atteignent le bord de la glace. Ils abattent leurs derniers chiens, ayant déjà tué les plus faibles régulièrement depuis le 24 avril afin de nourrir les autres. Ils arriment ensuite leurs deux kayaks ensemble, hissent une voile et mettent le cap vers la terre.

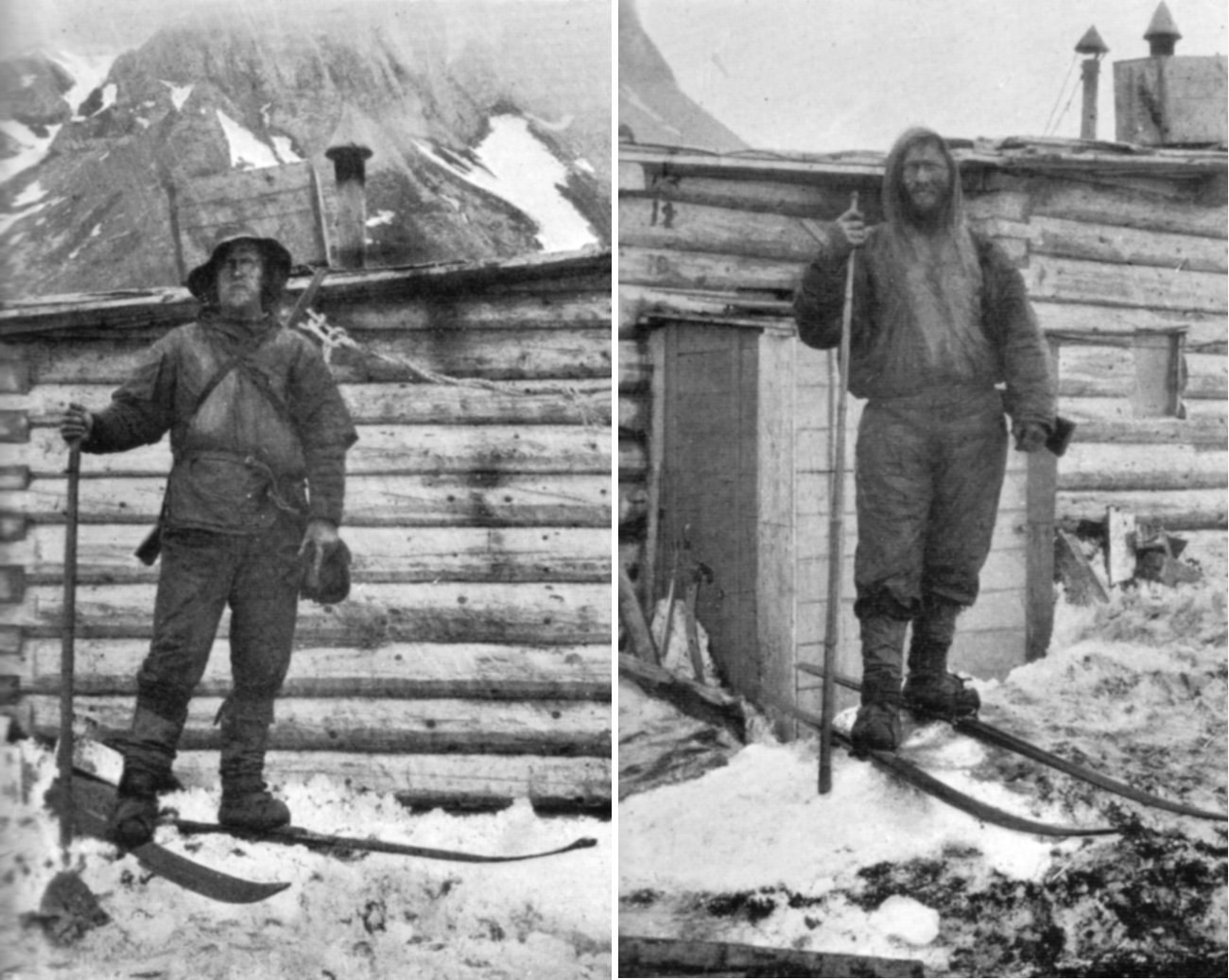
Fridtjof Nansen et Hjalmar Johansen.

Il est bientôt clair que cette terre fait partie d'un archipel. En se déplaçant lentement vers le sud, Nansen pense avoir identifié un promontoire comme le cap Felder, dans l'Ouest de l'archipel François-Joseph. Vers la fin du mois d'août, le temps se refroidit et devient de plus en plus difficile. Nansen décide alors de camper pour l'hiver. Dans une crique abritée, les deux hommes construisent un abri pour les huit prochains mois avec des pierres et des mousses comme matériaux de construction. Grâce aux provisions d'ours, de morses et de phoques, leur garde-manger est garni et leur assure la nourriture. Leur principal ennemi est l'inactivité. Après la nouvelle année, suivant une lente amélioration météorologique, ils commencent à se préparer à quitter leur refuge, mais ne peuvent partir que le 19 mai 1896.

#### Sauvetage et retour
Le 17 juin, lors d'une escale pour des réparations après une attaque des kayaks par un morse, Nansen croit entendre les aboiements d'un chien et une voix d'homme. Il va vers les bruits et quelques minutes plus tard voit un homme s'approcher. Il s'agit de l'explorateur britannique Frederick George Jackson, qui est à la tête d'une expédition dans l'archipel François-Joseph et campe à proximité du cap Flora sur l'île Northbrook. Les deux hommes sont tout aussi étonnés par leur rencontre et la différence de leur accoutrement respectif, l'un en costume de sport anglais et les deux autres en peau de bête. Après quelques hésitations Jackson demande : « N'êtes-vous pas Nansen ? » et Nansen répond « Oui, c'est moi ». Johansen se joint à eux et les hommes vont au campement du cap Flora, où, au cours des semaines suivantes, ils récupèrent de l'épuisement dû à leurs épreuves. Les deux hommes sont chanceux, sans le retard dû à l'attaque du morse, ils n'auraient probablement pas été au courant de l'existence de l'autre expédition.

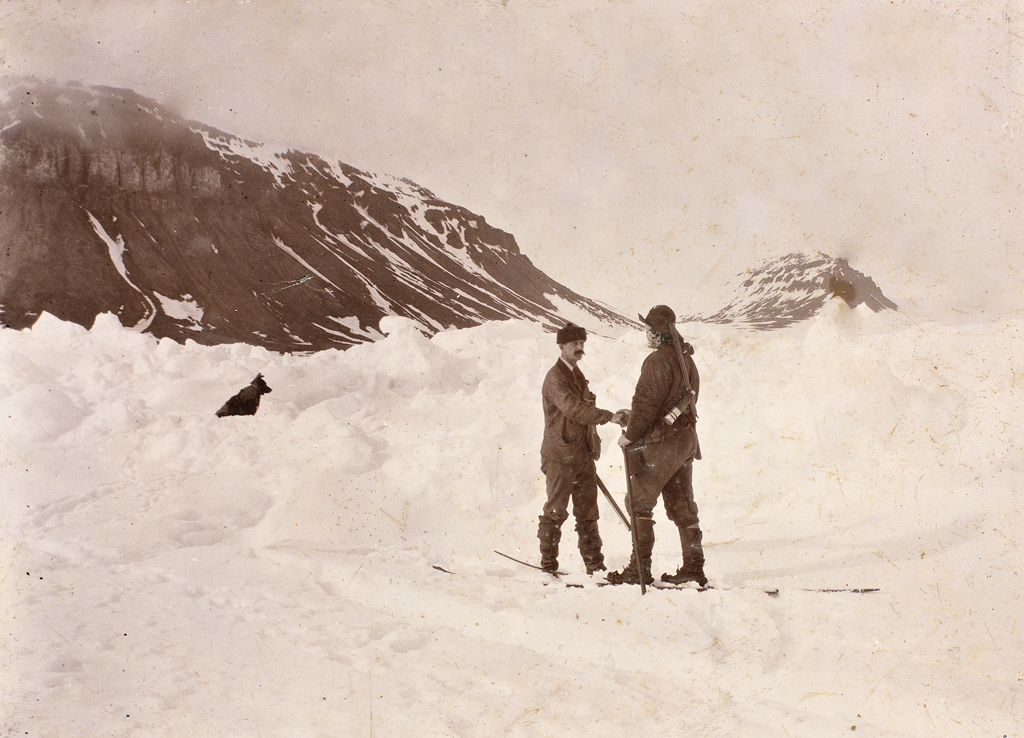
Photographie commémorant la rencontre entre Nansen et Jackson au cap Flora, le 17 juin 1896. Celle-ci est réalisée quelques jours après la véritable rencontre.

Le 7 août, Nansen et Johansen montent à bord du navire de ravitaillement de Jackson, le Windward, en route pour Vardø où ils arrivent le 13. Ils sont accueillis par Hans Mohn, l'auteur de la théorie de la dérive polaire, qui s'y trouve par hasard. Le monde est rapidement informé par télégramme du retour de Nansen, mais il n'y a pas encore de nouvelles du Fram. Nansen et Johansen arrivent le 18 août à, Hammerfest. Là, ils apprennent que le Fram a été vu en route vers Tromsø, ayant été libéré de la glace le 13 au nord-ouest du Svalbard, comme Nansen l'avait prévu. Un télégramme de Sverdrup confirme l'arrivée prochaine du bateau alors que Nansen est sur le yacht Otavia de George Baden-Powell. Le navire n'a pas atteint le pôle au cours de son voyage et n'a pas dépassé non plus le record de latitude de Nansen. Sans délai Nansen et Johansen s'embarquent pour Tromsø, où ils accueillent leurs camarades.
Le voyage de retour à Christiania est une série de réceptions triomphales dans tous les ports. Le 9 septembre, le Fram, remorqué par le SS Haalogaland dans le port de Christiania, est escorté et accueilli par une flottille de plus de cent bateaux et la plus grande foule que la ville ait jamais connue. L'équipage est reçu par le roi Oscar II de Suède et, Nansen, réuni avec sa famille, reste au palais pendant plusieurs jours en tant qu'invité d'honneur. Des hommages arrivent de partout dans le monde, à l'image de l'alpiniste britannique Edward Whymper qui écrit que Nansen a fait « presque autant [d'avancées] que [celles de] tous les autres voyages au XIXe siècle mis ensemble ».

### Figure nationale

#### Consultant scientifique et autorité polaire
À son retour, la première tâche de Nansen est d'écrire le récit du voyage. Il le fait remarquablement vite, produisant un texte en norvégien d'environ 300 000 mots dès novembre 1896. La traduction en anglais, intitulée Farthest North, est éditée en janvier 1897 et la traduction en français Vers le pôle la même année. Le livre est un succès instantané et assure à Nansen un revenu financier sur le long terme. Nansen inclut, sans la commenter, une critique défavorable de Greely sur sa décision de quitter le Fram pour tenter d'atteindre le pôle, critique que Greely avait écrite dans le Harper's Weekly : « [C'est incompréhensible] comment Nansen a autant dévié du devoir le plus sacré qui incombe au commandant d'une expédition navale ».
Au cours des vingt années qui suivent son retour de l'Arctique, Nansen consacre l'essentiel de son énergie à des travaux scientifiques. En 1897, il accepte un poste de professeur de zoologie à l'université de Christiania, ce qui lui donne une base à partir de laquelle il peut s'atteler à l'édition des rapports des résultats scientifiques de l'expédition du Fram, tâche beaucoup plus ardue que l'écriture du récit de l'expédition. Les résultats sont finalement publiés en six volumes et, pour l'époque, selon le scientifique polaire Robert Neal Rudmose-Brown, ils « [sont] à l'océanographie arctique ce que les résultats de l'expédition du Challenger [sont] à l'océanographie des autres océans ».

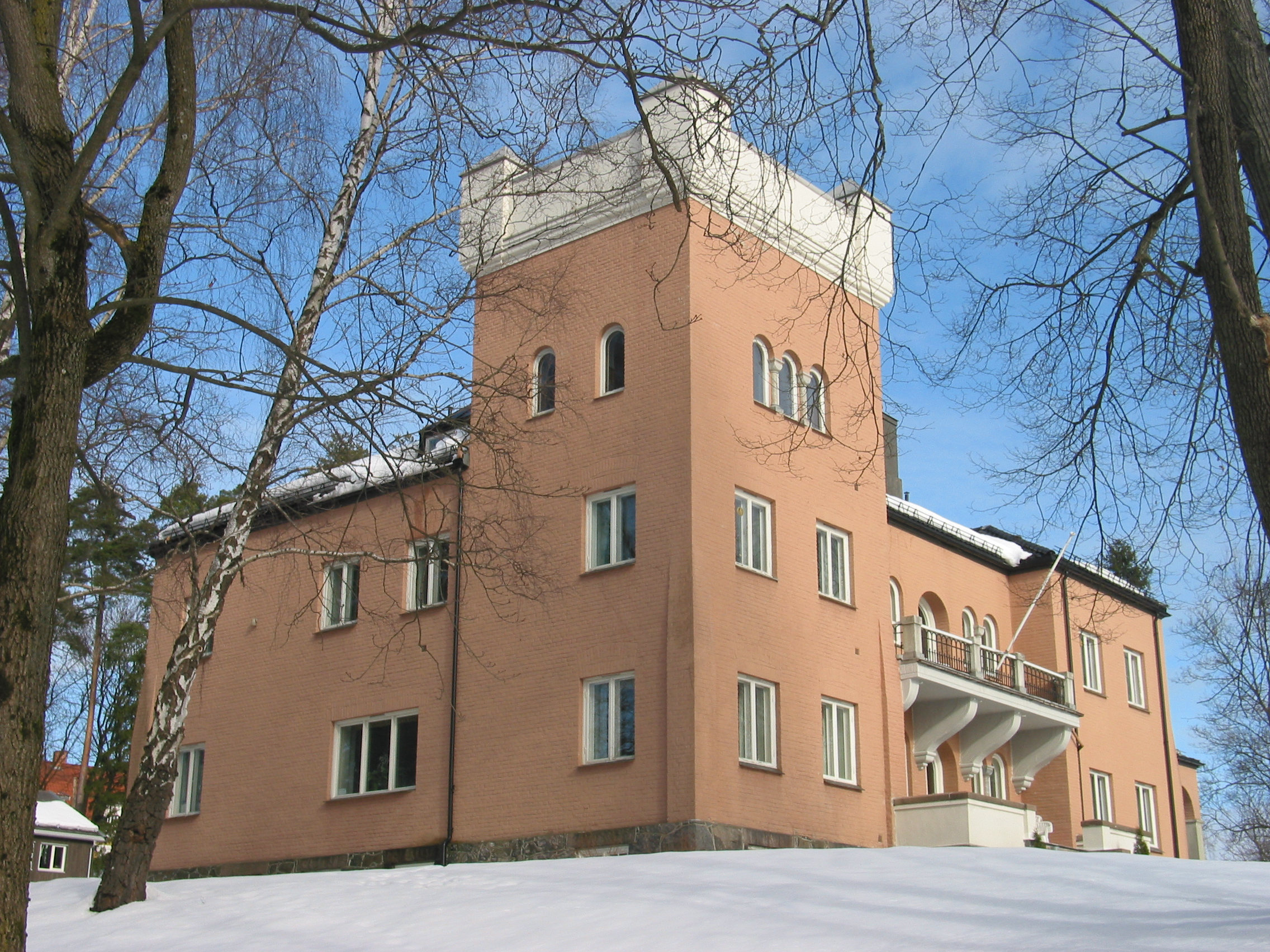
Polhøgda, la propriété de Nansen.

En 1900, Nansen devient directeur du Laboratoire international de recherche sur la mer du Nord basé à Christiana et aide à fonder le Conseil international pour l'exploration de la mer. Grâce à ses liens avec ce dernier organisme, à l'été 1900, Nansen entame sa première visite dans les eaux de l'Arctique depuis l'expédition Fram dans le cadre d'une croisière vers l'Islande et l'île Jan Mayen sur le navire de recherches océanographiques Michael Sars, nommé d'après le père d'Eva. Peu de temps après son retour, il apprend que son record de latitude vers le nord est dépassé par les membres d'une expédition menée par Louis-Amédée de Savoie. Ces derniers ont atteint 86°34'N le 24 avril 1900, dans une tentative d'atteinte du pôle Nord à partir de l'archipel François-Joseph. Nansen prend note des nouvelles avec philosophie, sachant bien que les records sont toujours une question de temps avant qu'ils disparaissent.
Nansen est à l'époque considéré comme un « oracle » par tous les futurs explorateurs des régions polaires qu'il conseille. En effet, Louis-Amédée de Savoie l'avait consulté, tout comme le Belge Adrien de Gerlache de Gomery, et chacun d'entre eux ont pris part à des expéditions dans l'Antarctique. Bien que Nansen refuse de rencontrer son compatriote et explorateur Carsten Borchgrevink qu'il considère comme un usurpateur,, il donne des conseils à Robert Falcon Scott sur les équipements polaires et de transport avant l'expédition Discovery de 1901-1904. Les conseils de Nansen sur le fait que les chiens sont le meilleur moyen de réaliser un voyage polaire sont poliment ignorés par Scott, mais les deux hommes restent en bons termes. Nansen envisage sérieusement de prendre la tête d'une expédition au pôle Sud et demande à Colin Archer la conception de deux navires. Néanmoins, ce projet avorte.
En 1901, la famille Nansen s'est considérablement agrandie : une fille, Liv, née juste avant le départ du Fram, un fils, Kåre, né en 1897, une autre fille, Irmelin, en 1900 et un autre fils Odd en 1901. La maison familiale que Nansen avait construite en 1891 avec les bénéfices de son livre sur l'expédition au Groenland est devenue trop petite. Nansen acquiert alors une parcelle de terrain à Lysaker et y fait construire une grande et imposante maison avec les caractéristiques d'un manoir anglais et de la Renaissance italienne. La maison est prête à partir de 1901 et Nansen, qui y habitera le reste de sa vie, la baptise Polhøgda. Un cinquième et dernier enfant, Asmund, naît à Polhøgda en 1903.

#### Homme politique et diplomate
L'union entre la Norvège et la Suède, imposée par les grandes puissances en 1814, est mise à rude épreuve dans les années 1890, le problème principal étant le droit de la Norvège à avoir son service consulaire. Nansen s'était prononcé sur la question à plusieurs reprises en défendant les intérêts norvégiens. Il semble, au début du XXe siècle qu'un accord entre les deux pays soit possible, mais les espoirs sont anéantis quand les négociations sont rompues en février 1905. Le gouvernement norvégien tombe et est remplacé par un nouveau dirigé par Christian Michelsen, dont le programme est favorable à la séparation des deux pays.

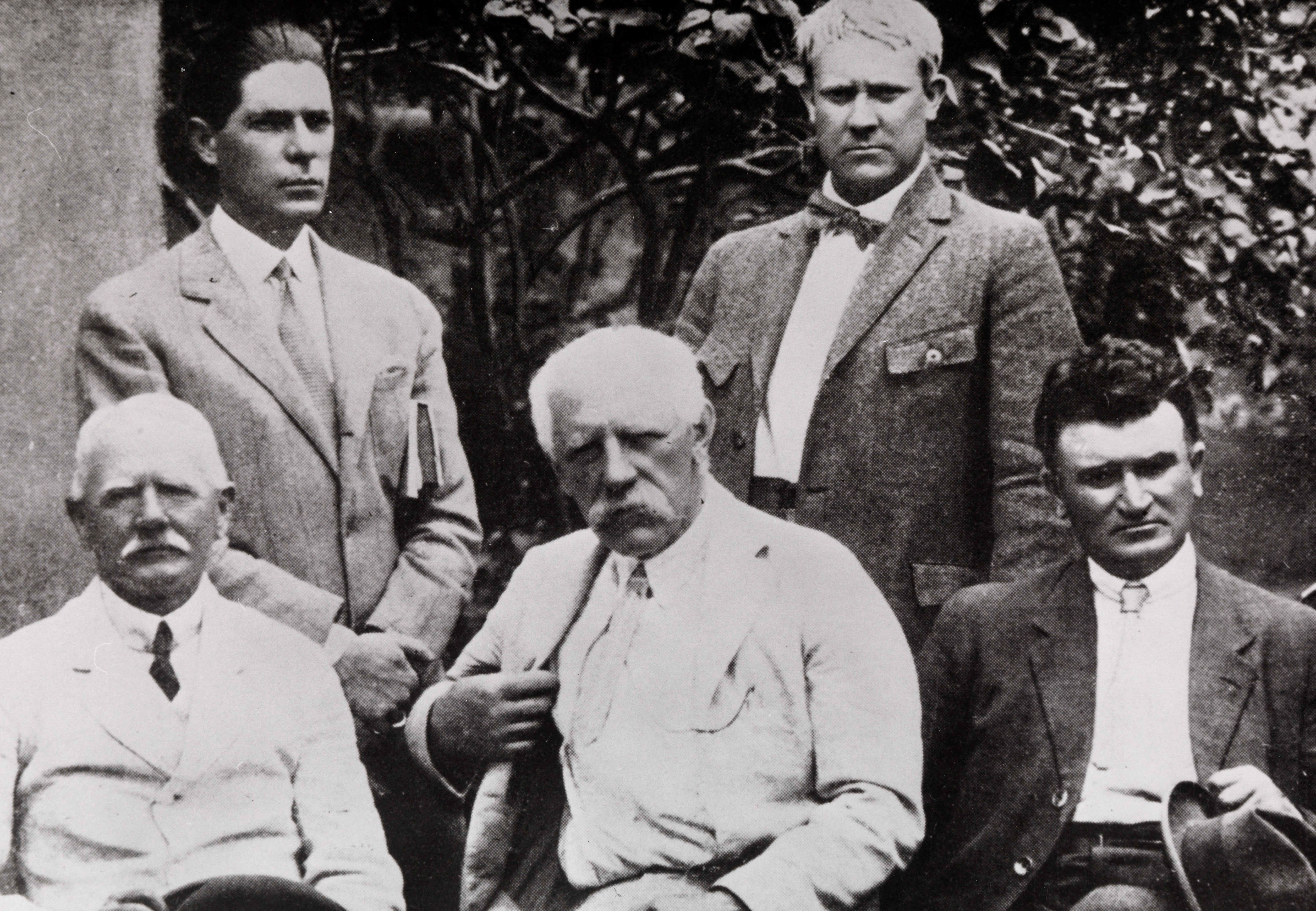
Commission de la Société des Nations sur l'Arménie. Fridtjof Nansen est au centre du premier rang. Vidkun Quisling est sur la gauche au second rang.

En février et mars, Nansen publie une série d'articles dans des journaux qui le placent fermement dans le camp séparatiste. Le nouveau Premier ministre veut Nansen dans son cabinet, mais Nansen refuse car il n'a aucune ambition politique. Cependant, à la demande de Michelsen, il se rend à Londres où, dans une lettre au Times, il défend un service consulaire spécifique à la Norvège pour le monde anglo-saxon. Le 17 mai 1905, le jour anniversaire de la constitution norvégienne, Nansen s'adresse à une foule nombreuse à Christiania, en déclarant : « Maintenant, tous les moyens de retour [se ferment et il ne] reste maintenant qu'un seul chemin, la voie à suivre, peut-être à travers les difficultés et les épreuves, mais en avant pour notre pays, pour une Norvège libre ». Il écrit également un livre, La Norvège et l’Union avec la Suède, en particulier pour promouvoir la cause de la Norvège à l'étranger.
Le 23 mai, le Storting adopte la loi établissant un service consulaire distinct. Le roi Oscar II de Suède refuse de donner son assentiment. Le 27 mai, le gouvernement norvégien démissionne mais le roi refuse de reconnaître cette démission. Le 7 juin, le Storting annonce unilatéralement que l'union avec la Suède est dissoute. Dans un contexte tendu, le gouvernement suédois demande à la Norvège que cette dissolution soit soumise à un référendum du peuple norvégien. Ce référendum se tient le 13 août 1905 et aboutit à une large majorité favorable à la séparation, au point que le roi Oscar renonce à la couronne de Norvège, tout en conservant le trône de Suède. Un deuxième référendum, qui se tient en novembre, permet de déterminer si le nouvel État indépendant devait être une monarchie ou une république. En prévision de cela, le gouvernement Michelsen avait évalué divers princes comme candidats pour le trône de Norvège. Devant le refus du roi Oscar de permettre à quiconque de sa propre maison d'accepter la couronne, le choix se porte sur le prince Charles du Danemark. En juillet 1905, Michelsen envoie Nansen à Copenhague en mission secrète pour convaincre Charles d'accepter le trône de Norvège. Nansen réussit et peu de temps après le second référendum, Charles est proclamé roi, prenant le nom d'Haakon VII. Lui et son épouse, la princesse Maud, sont couronnés dans la cathédrale de Nidaros à Trondheim le 22 juin 1906.
En avril 1906, Nansen est nommé comme le premier ambassadeur de Norvège à Londres, sa tâche principale étant de travailler avec les représentants des grandes puissances européennes pour établir un traité qui garantirait l'intégrité de la position de la Norvège. Nansen, populaire en Angleterre, s'entend bien avec le roi Édouard VII du Royaume-Uni, mais il trouve ses fonctions « frivoles et ennuyeuses ». Néanmoins, il est en mesure de suivre ses intérêts géographiques et scientifiques grâce à des contacts avec la Royal Geographical Society et d'autres sociétés savantes. Le traité est signé le 2 novembre 1907 et Nansen considère sa tâche terminée. Résistant aux demandes, entre autres, du roi Édouard VII de rester à Londres, le 15 novembre, Nansen démissionne de son poste. Quelques semaines plus tard, alors qu'il est encore en Angleterre en tant qu'invité du roi à la Sandringham House, Nansen apprend qu'Eva est sérieusement souffrante d'une pneumonie. Le 8 décembre, il part pour la Norvège, mais avant d'avoir atteint Polhøgda, il reçoit un télégramme l'informant de la mort d'Eva.

#### Océanographe et voyageur

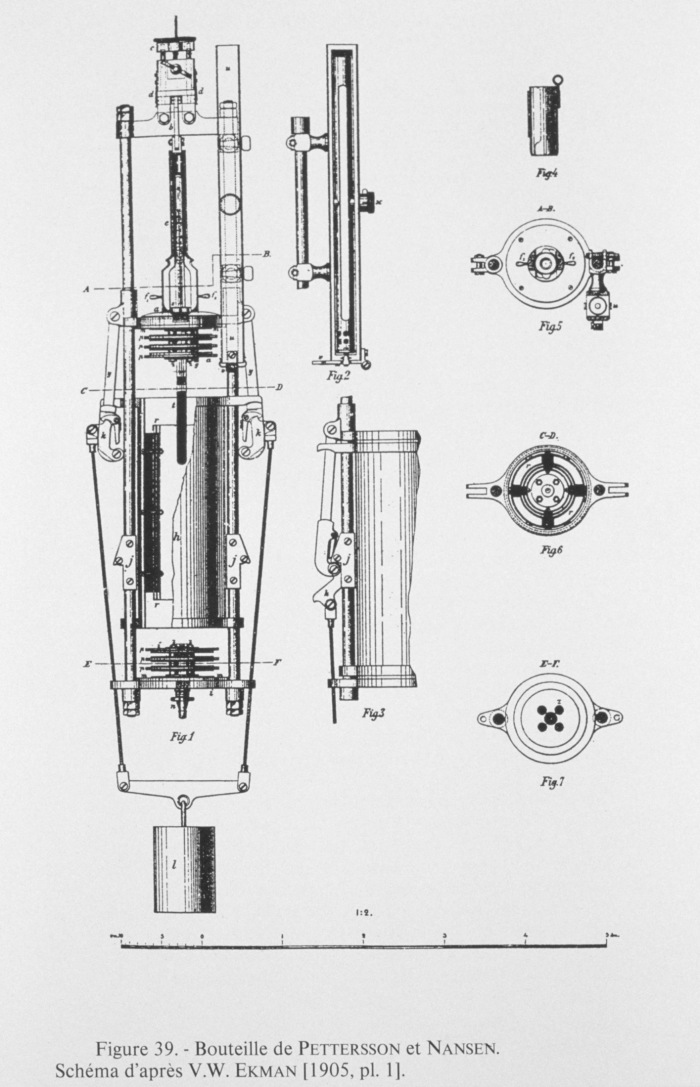
Schéma d'une bouteille de prélèvement Nansen et Pettersson réalisé par Ekman.

Après une période de deuil, Nansen retourne à Londres, convaincu par son gouvernement de revenir sur sa démission après une visite d'État du roi Édouard VII du Royaume-Uni en Norvège en avril 1908. Sa retraite officielle du service diplomatique est datée du 1er mai 1908, le jour même où son domaine d'activité de professeur d'université est changé de la zoologie à l'océanographie. Cette nouvelle désignation reflète les intérêts scientifiques plus récents de Nansen. En 1905, il fournit des données au physicien suédois Vagn Walfrid Ekman qui mettent en évidence le principe de l'océanographie reconnu plus tard comme la spirale d'Ekman. Basé sur des observations des courants océaniques enregistrées lors de l'expédition du Fram, Ekman conclut que l'effet du vent sur la surface de la mer produit des courants qui « forment quelque chose comme un escalier en colimaçon, en descendant vers les profondeurs ». En 1909, Nansen collabore avec Bjørn Helland-Hansen pour publier un article académique, La mer de Norvège : son océanographie physique, basée sur le voyage de 1900 du Michael Sars.
Désormais à la retraite en tant qu'explorateur polaire, Nansen lègue le Fram à son compatriote Roald Amundsen qui projette une expédition au pôle Nord. Lorsque Amundsen change ses plans pour partir pour le pôle Sud, Nansen est en accord avec sa décision,. Entre 1910 et 1914, Nansen participe à plusieurs voyages océanographiques. En 1910, à bord du navire de la marine norvégienne Fridtjof, il effectue des recherches dans l'océan Atlantique Nord et en 1912, il amène son propre yacht, le Veslemøy, à l'île aux Ours et au Svalbard. L'objectif principal de cette dernière croisière est d'enquêter sur la salinité dans le nord du bassin polaire. L'une des contributions durables de Nansen à l'océanographie est son travail sur la conception d'instruments et d'équipements. La bouteille de prélèvement Nansen pour les prélèvements en eau profonde est restée en usage au XXIe siècle, dans une version améliorée par Shale Niskin.
À la demande de la Royal Geographical Society, Nansen commence à étudier les découvertes réalisées dans l'Arctique. Il en écrit un livre en deux volumes sur l'histoire de l'exploration des régions du Nord remontant jusqu'au début du XVIe siècle. Ce livre Nord i Tåkeheimen (« Dans les brumes du Nord ») est publié en 1911. Cette même année, il reprend contact avec Kathleen Scott, l'épouse de Robert Falcon Scott, dont l'expédition Terra Nova en 1910 navigue vers l'Antarctique. Le biographe Roland Huntford a affirmé que Nansen et Kathleen Scott ont une brève liaison. De nombreuses histoires sont attribuées à Nansen et il a la réputation d'être un coureur de jupons. Sa vie personnelle est troublée à cette époque : en janvier 1913, il reçoit des nouvelles du suicide de Hjalmar Johansen, qui est revenu disgracié de l'expédition Amundsen au pôle Sud, et en mars 1913, le fils cadet de Nansen, Asmund, meurt après une longue maladie.
À l'été 1913, Nansen se rend en mer de Kara, dans le cadre d'une délégation chargée d'enquêter sur une possible route de commerce entre l'Europe occidentale et l'intérieur de la Sibérie. L'équipe prend ensuite un bateau à vapeur pour remonter le fleuve Ienisseï jusqu'à Krasnoïarsk et voyage sur le Transsibérien jusqu'à Vladivostok avant de rentrer à la maison. Le mode de vie et la culture des peuples de Russie comme les Kètes suscitent un grand intérêt chez Nansen et il gardera beaucoup de sympathie pour eux. Juste avant le début de la Première Guerre mondiale, Nansen rejoint Helland-Hansen pour une croisière océanographique dans les eaux de l'océan Atlantique Est.

#### Homme d'état et humanitaire
Au déclenchement de la Première Guerre mondiale en 1914, la Norvège se déclare neutre, avec la Suède et le Danemark. Nansen est nommé président du Norges Forsvarsforening (« Union norvégienne de défense »), mais a peu de fonctions officielles et poursuit son travail professionnel dans la mesure où les circonstances le permettent. Au fur et à mesure que la guerre progresse, la réduction du commerce maritime international norvégien conduit à de graves pénuries de nourriture dans le pays. Cela devient critique en avril 1917 lorsque les États-Unis entrent en guerre et imposent des restrictions supplémentaires sur le commerce international. Nansen est envoyé à Washington par le gouvernement norvégien et, après des mois de négociation, obtient de la nourriture et du matériel en échange de l'introduction d'un système de rationnement dans le pays. Alors que le gouvernement hésite sur ce point, il signe l'accord de sa propre initiative.

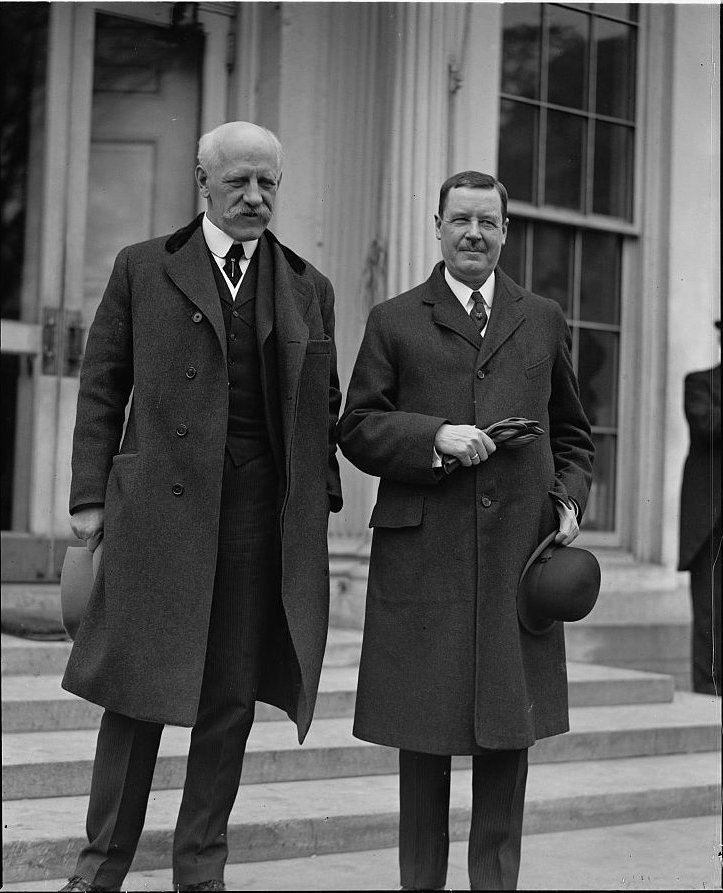
Nansen et le diplomate norvégien Helmer Bryn.

Après la guerre un projet d'accord est accepté par la Conférence de paix de Paris de 1919 pour créer la Société des Nations pour régler les différends entre les nations par des moyens pacifiques. La fondation de la Société des Nations est providentielle pour Nansen puisqu'elle lui donne l'occasion d'y participer. Il devient président de la Ligue norvégienne de la Société des Nations et bien que les pays scandinaves traditionnellement neutres se soient d'abord tenus à l'écart, ses activités lui permettent de faire en sorte que la Norvège soit membre à part entière de la Ligue en 1920, lui-même devenant l'un de ses trois délégués de l'Assemblée générale de la Société.
En avril 1920, à la demande de la Société, Nansen commence à organiser le rapatriement d'environ un demi-million de prisonniers de guerre, qui errent dans diverses parties du monde. Parmi eux, 300 000 sont en Russie, pays qui, saisi par la révolution et la guerre civile, n'a que peu d'intérêt sur leur sort. Nansen est en mesure d'affirmer à l'Assemblée en novembre 1920 que près de 200 000 hommes sont renvoyés dans leurs foyers. « Jamais de ma vie », dit-il, « [je n'ai été] en contact avec [autant] de souffrance ». Nansen poursuit ce travail deux années supplémentaires jusqu'à ce que, dans son rapport final à l'Assemblée en 1922, il déclare que les 427 886 prisonniers ont été rapatriés dans environ trente pays différents. En rendant hommage à son travail, la commission de la Société déclare que l'histoire de ses efforts « contiendrait le récit de l'effort héroïque digne de ceux [des comptes-rendus] de la traversée du Groenland et [du] grand voyage [dans] l'Arctique ».
Même avant la fin de ce travail, Nansen s'implique dans un nouvel effort humanitaire. Le 1er septembre 1921, invité par le délégué britannique Philip Noel-Baker, il accepte le poste de Haut-commissaire pour les réfugiés pour la Société des Nations. Sa principale mission est la réinstallation d'environ deux millions de réfugiés russes déplacés par les bouleversements de la révolution russe. Dans le même temps, pour la Croix-Rouge, il essaye de s'attaquer au problème urgent de la famine soviétique de 1921-1922 qui menaçait environ trente millions de personnes. Malgré les supplications de Nansen au nom de l'aide humanitaire, le gouvernement révolutionnaire russe est craint et est l'objet d'une méfiance à l'international, et la Société des Nations est réticente à leur venir en aide. Nansen s'appuie alors largement sur une collecte de fonds auprès d'organisations privées mais ses efforts rencontrent un succès limité. Plus tard, il s'exprime sur la question avec amertume : « Il y avait dans les divers pays transatlantiques une telle abondance de maïs, que les agriculteurs avaient dû [l'utiliser] comme combustible dans les moteurs des [locomotives]. Dans le même temps, les navires en Europe [étaient] au ralenti, [faute] de cargaisons. En même temps, il y avait des milliers, voire des millions de chômeurs. Tout cela, alors que trente millions de personnes dans la région de la Volga, non loin et facilement accessible par nos navires, ont été [obligés de] mourir de faim ».

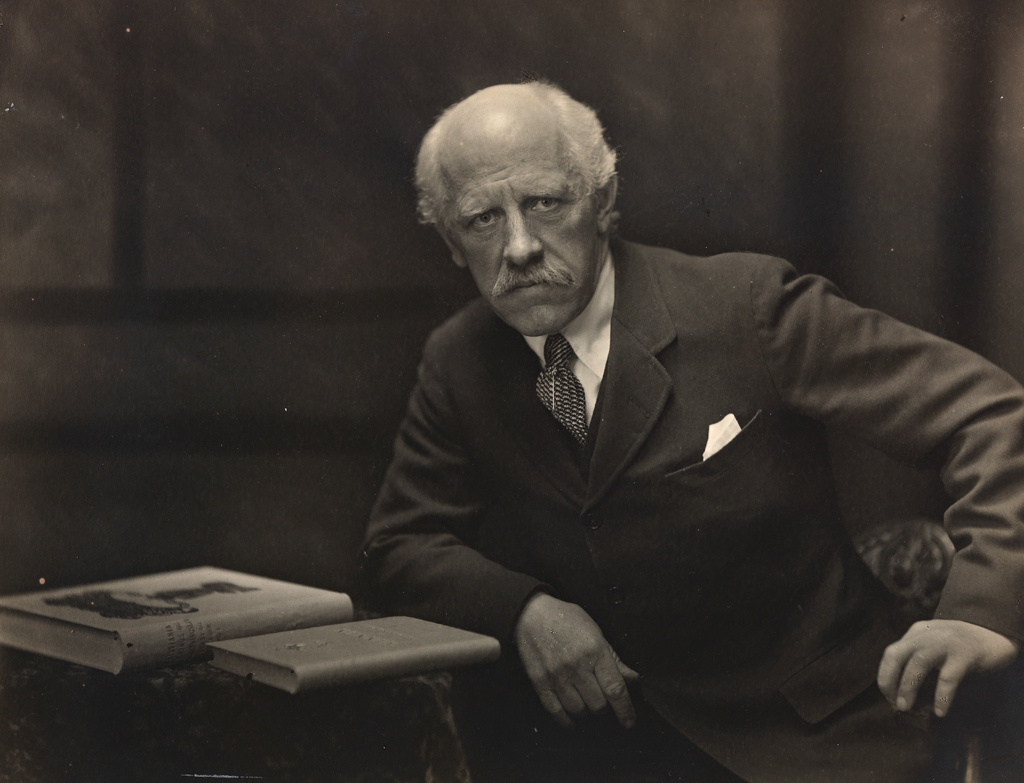
Nansen, photographié vers 1922.

Un des problèmes majeurs entravant le travail de Nansen en faveur des réfugiés est le manque pour la plupart d'entre eux d'une preuve documentaire de leur identité ou de leur nationalité. Sans statut légal dans leur pays d'accueil, leur absence de papiers signifie qu'ils ne peuvent aller nulle part ailleurs. Pour y remédier, Nansen élabore un document qui deviendra connu sous le nom de « passeport Nansen », une sorte de papier d'identité pour les apatrides, reconnu à l'époque par plus de cinquante gouvernements et permettant aux réfugiés de franchir les frontières en toute légalité. L'artiste Marc Chagall, le compositeur Igor Stravinsky et la danseuse Anna Pavlova comptent parmi les détenteurs les plus connus de passeports Nansen. Bien que le passeport soit créé initialement pour les réfugiés en provenance de Russie, il est étendu à d'autres groupes. Après la guerre gréco-turque de 1919-1922, Nansen se rend à Constantinople pour négocier la réinstallation de centaines de milliers de réfugiés, principalement d'origine grecque, qui avaient fui la Turquie après la défaite de l'armée grecque. L'État grec est incapable de les prendre en charge et Nansen conçoit alors un projet d'échange de population où un demi-million de Turcs en Grèce retournent en Turquie, avec une compensation financière, tandis que des prêts facilitent l'absorption des réfugiés grecs dans leur patrie. Malgré une certaine controverse sur le principe d'un échange de population, le projet est mis en œuvre avec succès sur une période de plusieurs années. En novembre 1922, alors qu'il assiste à la Conférence de Lausanne, Nansen apprend qu'il a reçu le prix Nobel de la paix. La citation parle de « son travail pour le rapatriement des prisonniers de guerre, son travail pour les réfugiés russes, son travail pour porter secours aux millions de Russes affligés par la famine, et, enfin, son travail actuel pour les réfugiés en Asie mineure et en Thrace ». Nansen donne la somme d'argent accompagnant le prix pour l'aide humanitaire internationale.
À partir de 1925, il passe beaucoup de temps à essayer d'aider les réfugiés arméniens, victimes du génocide arménien de la part de l'Empire ottoman pendant la Première Guerre mondiale et d'autres mauvais traitements par la suite. Son but est la création d'un foyer national pour ces réfugiés à l'intérieur des frontières de la République socialiste soviétique d'Arménie. Son principal assistant dans cet effort est Vidkun Quisling, futur collaborateur du Troisième Reich et représentant d'un gouvernement fantoche norvégien durant la Seconde Guerre mondiale. Après une visite de la région, Nansen présente à l'Assemblée un projet modeste pour irriguer 36 000 hectares où les 15 000 réfugiés peuvent être installés. Malgré le plaidoyer de Nansen le projet ne voit finalement pas le jour, l'argent pour le financer ne pouvant être réuni. En dépit de cet échec, sa réputation auprès du peuple arménien est restée bonne.
À l'Assemblée de la Société des Nations, Nansen s'exprime sur de nombreuses questions en plus de celles liées aux réfugiés. Il estime que l'Assemblée donne aux petits pays comme la Norvège « une occasion unique de parler dans les conseils du monde ». Il estime aussi que le degré de réussite de la Société dans la réduction des armements est le plus grand test de sa crédibilité. Il est signataire de la Convention sur l'esclavage du 25 septembre 1926, qui vise à interdire l'utilisation du travail forcé. Il appuie le règlement des réparations suivant la Première Guerre mondiale et défend l'adhésion de l'Allemagne à la Société des Nations, point qui est accordé en septembre 1926 après des travaux préparatoires intensifs de la part de Nansen.

### Second mariage et suite de son engagement
Le 17 janvier 1919, Nansen se marie à Sigrun Munthe, une amie de longue date avec qui il avait eu une histoire d'amour en 1905, tandis qu'Eva était encore en vie. Le mariage indigne les enfants Nansen et se révèle malheureux. Une connaissance du couple écrit dans les années 1920 l'état misérable de Fridtjof et le fait que Sigrun soit ancrée dans la haine.

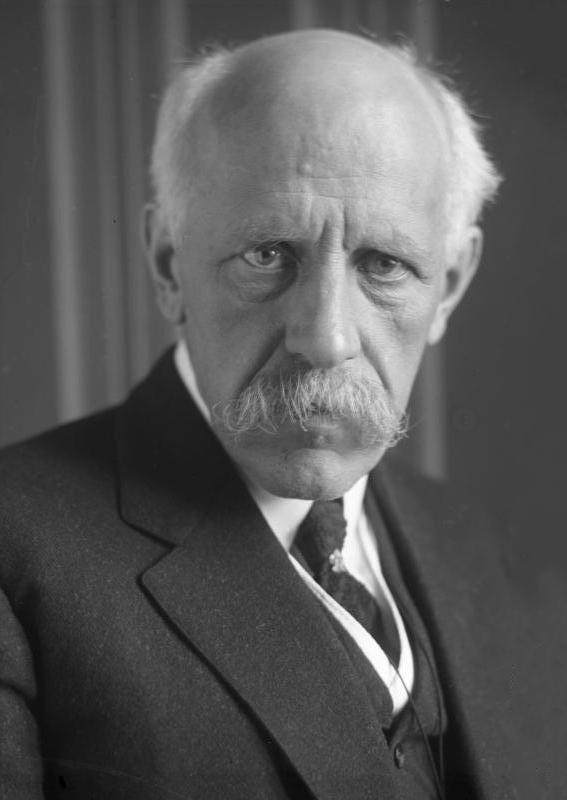
Nansen, photographié vers 1930.

Dans les années 1920, les engagements de Nansen auprès de la Société des Nations font qu'il est la plupart du temps absent de son domicile norvégien et n'est pas en mesure de consacrer beaucoup de temps à son travail scientifique. Néanmoins, il continue à publier occasionnellement des documents. Il espère pouvoir voyager vers le pôle Nord en ballon dirigeable, mais il n'obtient pas le financement suffisant. Il est devancé dans cette ambition par Roald Amundsen qui survole le pôle dans le dirigeable Norge avec Umberto Nobile en mai 1926. Deux ans plus tard, Nansen diffuse à la radio un discours commémoratif sur Amundsen, qui avait disparu dans l'Arctique, tout en organisant une opération de sauvetage pour Nobile dont le dirigeable s'est écrasé lors d'un second voyage polaire. Nansen dit d'Amundsen : « Il a trouvé une tombe inconnue sous le ciel clair du monde glacé, du battement des ailes de l'éternité dans l'espace ».
En 1926, Nansen est élu recteur de l'université de St Andrews en Écosse, un poste essentiellement honorifique mais une première pour un étranger. Il saisit l'occasion de son discours inaugural pour retracer sa vie et sa philosophie et pour lancer un appel à la prochaine génération. Il conclut ce discours par : « Nous avons tous une « Terre d'Au-delà » à chercher au cours de notre vie - que pouvons-nous demander de plus ? Notre rôle est de trouver la piste qui y mène. Une piste longue, une piste difficile, peut-être ; mais l'appel nous en parvient, et il nous faut partir. Profondément enraciné dans la nature de chacun de nous est l'esprit d'aventure, l'appel du monde sauvage, qui vibrent sous chacune de nos actions, rendant la vie plus profonde, plus élevée et plus noble ».
Nansen évite largement de s'impliquer dans la politique intérieure norvégienne, mais en 1924, il est convaincu par l'ancien Premier ministre Christian Michelsen de prêter son nom à un nouveau groupe politique anti-communiste, Fedrelandslaget (« Ligue de la Patrie »). À l'époque, certains Norvégiens craignent que si le Parti du travail, réputé comme orienté vers le marxisme, arrive au pouvoir, il mette en place un programme révolutionnaire. Lors d'un rassemblement du Fedrelandslaget à Oslo, Nansen déclare : « Parler du droit de la révolution dans une société où [il existe] la liberté civile complète, le suffrage universel, l'égalité de traitement pour tout le monde… [est] un non-sens idiot ». Bien que les membres du mouvement préconisent un gouvernement dirigé par le groupe de Nansen, l'idée reçoit peu de soutien public ou politique.
Entre ses diverses tâches et responsabilités, Nansen continue de prendre quand il peut des vacances pour faire du ski. En février 1930, âgé de soixante-huit ans, il prend une courte pause dans les montagnes avec deux vieux amis, qui notent que Nansen est plus lent que d'habitude et qu'il semble se fatiguer facilement. À son retour à Oslo, il est alité pendant plusieurs mois, avec une grippe et plus tard une phlébite. Il reçoit la visite sur son lit de malade du roi Haakon,.

### Mort et postérité

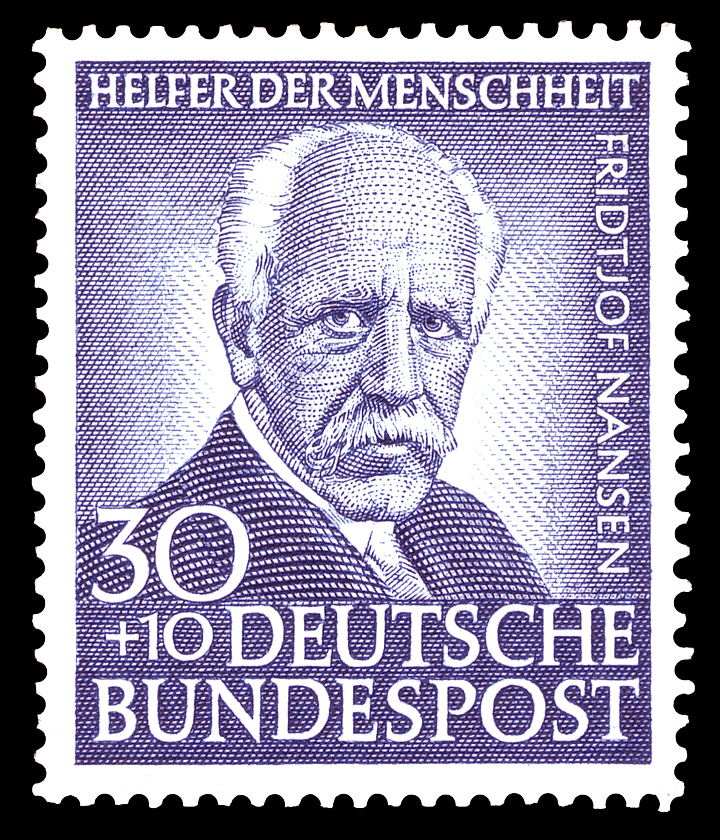
Timbre de la Deutsche Bundespost.

Nansen meurt le 13 mai 1930 d'une crise cardiaque à soixante-huit ans à son domicile. Il reçoit des funérailles d'État avant sa crémation, le 17 mai, jour anniversaire de la constitution norvégienne. Ses cendres sont déposées au pied d'un arbre à Polhøgda. Sa fille, Liv Nansen, demande qu'il n'y ait pas de discours mais juste une musique : le Quatuor à cordes n° 14 de Schubert (« La Jeune Fille et la Mort ») qu'Eva avait l'habitude de chanter. Parmi les nombreux hommages qui lui sont rendus par la suite se trouve celui de Robert Cecil, un ancien délégué de la Société des Nations, qui parle de la portée du travail de Nansen fait sans aucun égard pour ses propres intérêts ou sa santé : « Chaque cause juste avait son soutien, il était un [fervent pacifiste], un ami de la justice, toujours un avocat pour les faibles et les souffrants ».
Nansen est un pionnier et un innovateur dans de nombreux domaines. Jeune, il participe à la révolution sur les méthodes de ski qui transforme ce moyen de voyager sur la neige en un sport universel et est rapidement devenu l'un des skieurs norvégiens de premier plan. Il est ensuite en mesure d'appliquer cette expertise aux problèmes du voyage polaire, dans ses deux expéditions du Groenland et du Fram. Il invente le « traîneau Nansen », avec de larges supports inspirés du ski, la « cuisinière Nansen » pour améliorer le rendement thermique des poêles standard alors en usage, et le principe de la couche de vêtements polaires, où les lourds vêtements traditionnels sont remplacés par des couches de matériau plus léger. En science, Nansen est reconnu à la fois comme l'un des fondateurs de la neurologie moderne et comme un important contributeur au développement de l'océanographie naissante.
Grâce à son travail au nom de la Société des Nations, Nansen aide à établir le principe de la responsabilité internationale pour les réfugiés. Immédiatement après sa mort, la Société met en place l'Office international Nansen pour les réfugiés, un organisme semi-autonome sous l'autorité de la Société des Nations, dans le but de continuer son travail. L'Office Nansen rencontre de grandes difficultés, en partie, résultant du grand nombre de réfugiés en provenance des dictatures européennes pendant les années 1930. Néanmoins, il obtient l'accord de quatorze pays à la Convention sur les réfugiés de 1933. L'Office aide également au rapatriement de 10 000 Arméniens à Erevan et trouve des foyers pour 40 000 autres en Syrie et au Liban. En 1938, l'année où l'Office est remplacé par un organisme de plus grande envergure, il reçoit le prix Nobel de la paix. En 1954, l'organisme successeur de la Société des Nations, l'Organisation des Nations unies, crée la médaille Nansen, renommée plus tard le Nansen Refugee Award qui est remise annuellement à un individu ou une organisation « en reconnaissance des services extraordinaires et dévoués envers les réfugiés ». En 1961, l'Université d'Oslo fonde de même le Framkomiteens Nansenbelønning.

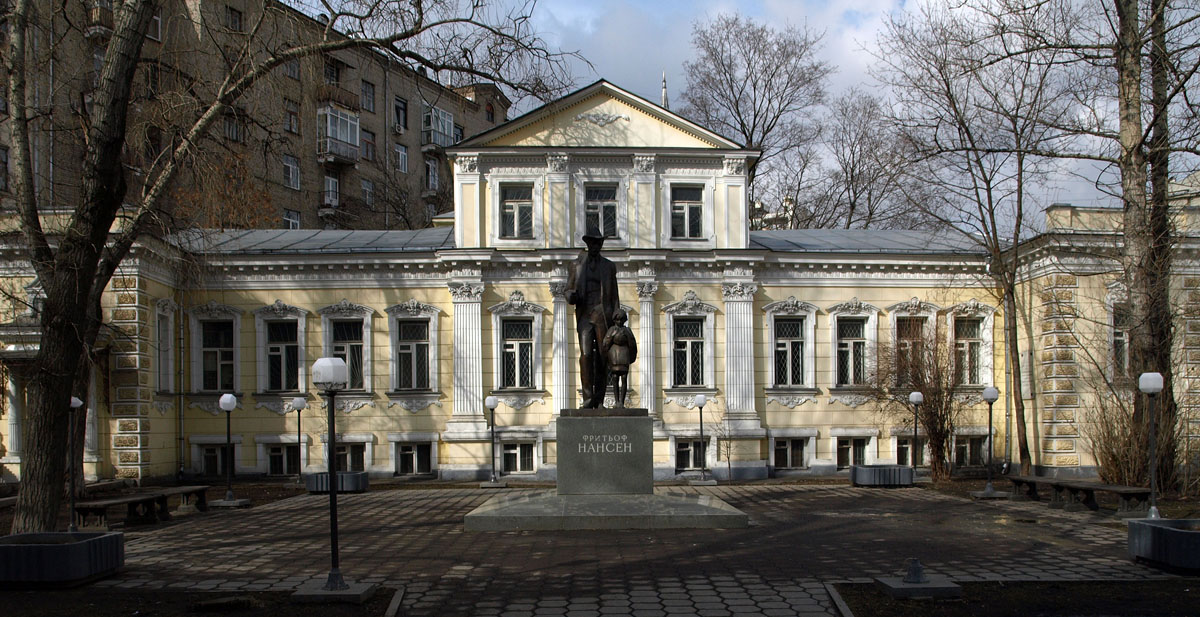
Statue de Nansen à Moscou.

De son vivant et par la suite, Nansen a reçu les honneurs et la reconnaissance de nombreux pays. Le Nansen Ski Club, le plus ancien club de ski exploité de manière continue aux États-Unis, situé à Berlin dans le New Hampshire, est nommé en son honneur. De nombreux points géographiques sont nommés d'après lui comme le bassin de Nansen dans l'océan Arctique, le détroit de Nansen au Nunavut, la Péninsule de Fridtjof Nansen au Groenland, le mont Nansen au Yukon ou encore le mont Nansen, le mont Fridtjof Nansen et plusieurs îles comme l'île Nansen en Antarctique. Des cratères sur la Lune et sur Mars, respectivement Nansen et Nansen, portent son nom.
Polhøgda abrite aujourd'hui l'Institut Nansen, une fondation indépendante de recherche sur l'environnement, l'énergie et la politique de gestion des ressources. En 1968 sort un film sur la vie de Nansen, Bare et liv – Historien om Fridtjof Nansen. Il est dirigé par Sergei Mikaelyen, avec l'acteur Knut Wigert dans le rôle de Nansen. En 2004, la Marine royale norvégienne lance le premier navire d'une série de cinq frégates de la classe Nansen affectée à la lutte anti-sous-marine. Le premier navire est le Fridtjof Nansen et deux autres sont nommés d'après Roald Amundsen et Otto Sverdrup. Depuis 1935, son navire, le Fram, restauré, est visible dans un musée spécial situé au bord de la mer sur la presqu’île de Bygdøy. Ce dernier, profitant également de la réussite de l'expédition Amundsen, voit son nom également repris sur divers points géographiques.
Dans le film historique et biographique norvégien Voyage au bout de la Terre (Amundsen), réalisé par Espen Sandberg et sorti en 2019, son rôle est interprété par Trond Espen Seim.

## Ouvrages
- La première traversée du Groenland (The First Crossing of Greenland) en 1890
  - (en) Fridtjof Nansen (trad. H.M. Gepp), The First Crossing of Greenland, Londres, Longmans, Green, 1890 (lire en ligne)
- La vie esquimaude (Eskimo Life) en 1891
- Vers le pôle en 1897
  - (en) Fridtjof Nansen, Farthest North (Volumes I et II), Londres, Archibald Constable & Co., 1897 (lire en ligne)
- Vers le Pôle, éditions Paulsen, 2014

## Biographie
- Le passeport Nansen, édition Paulsen, 2022

## Distinctions
- Commandeur de la Légion d'honneur
- Chevalier de l'ordre de Dannebrog